# Wachsblumen (Hoya)
Wachsblumen (Hoya), auch Porzellanblumen genannt, sind eine Gattung in der Unterfamilie der Seidenpflanzengewächse (Asclepiadoideae) innerhalb der Familie der Hundsgiftgewächse (Apocynaceae). Eine Reihe von Arten und ihre Sorten werden als Zierpflanzen verwendet.
Der deutsche Name Wachsblumen wird auch für die nicht verwandte Gattung Cerinthe aus der Familie der Raublattgewächse (Boraginaceae) verwendet.

## Beschreibung

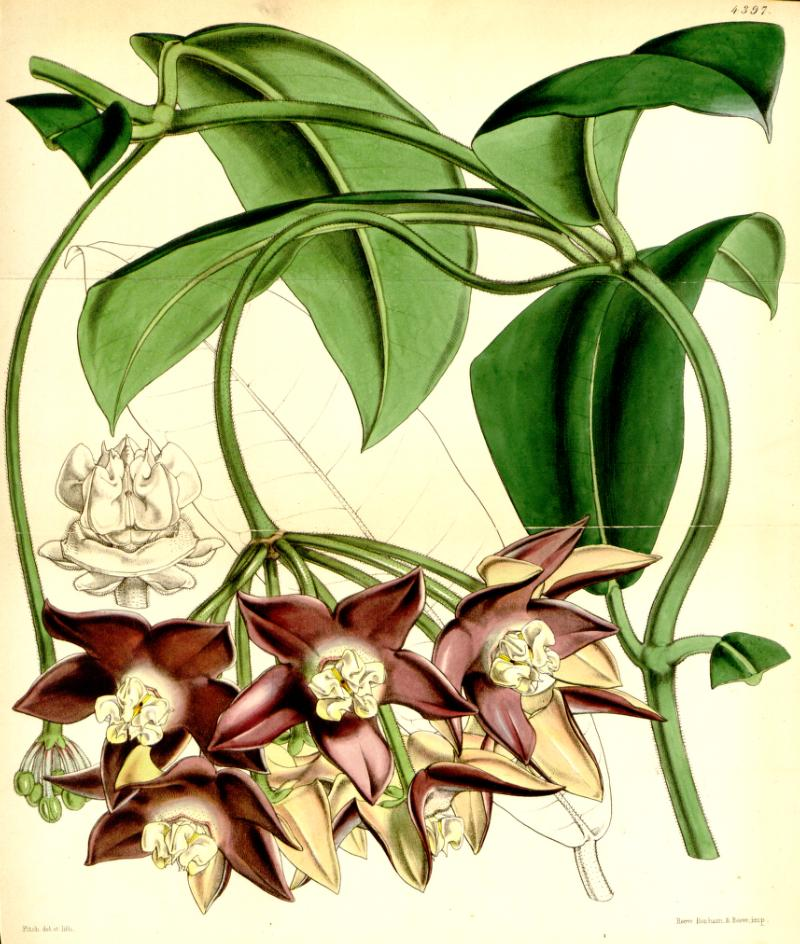
Illustration von Hoya imperialis

### Vegetative Merkmale
Hoya-Arten wachsen meist epiphytisch, lithophytisch und nur selten terrestrisch. Es sind ausdauernde krautige oder schwach verholzende Pflanzen, Lianen oder manchmal Halbsträucher. Die Sprossachsen sind hängend bis schlingend, mit Adventivwurzeln kletternd oder selbständig aufrecht. Die Sprossachsen sind höchstens spärlich flaumig behaart; im Alter sind oft deutlich Lentizellen zu erkennen. Sie enthalten weißen Milchsaft. Die Wurzeln sind faserig, auch die Sprossachsen bilden sprossbürtige Wurzeln aus. Sie sind meist immergrün; Hoya spartioides ist laubabwerfend.
Die Laubblätter sind bis auf eine Ausnahme (Hoya imbricata) immer gegenständig angeordnet. Die Laubblätter sind in Blattstiel und Blattspreite gegliedert. Die einfache, flache Blattspreite ist dorsiventral, fleischig, ledrig, sukkulent, häutig, papierartig oder mit Wachsschicht, ein- oder zweifarbig und ganzrandig. Oft besitzen die Blätter silberne Flecken und an der Basis ein extraflorales Nektarium. Bei manchen Arten sind die Blätter behaart. Die Blattnervatur ist meist fast parallel, selten fiedernervig; meist ohne Seitennerven.

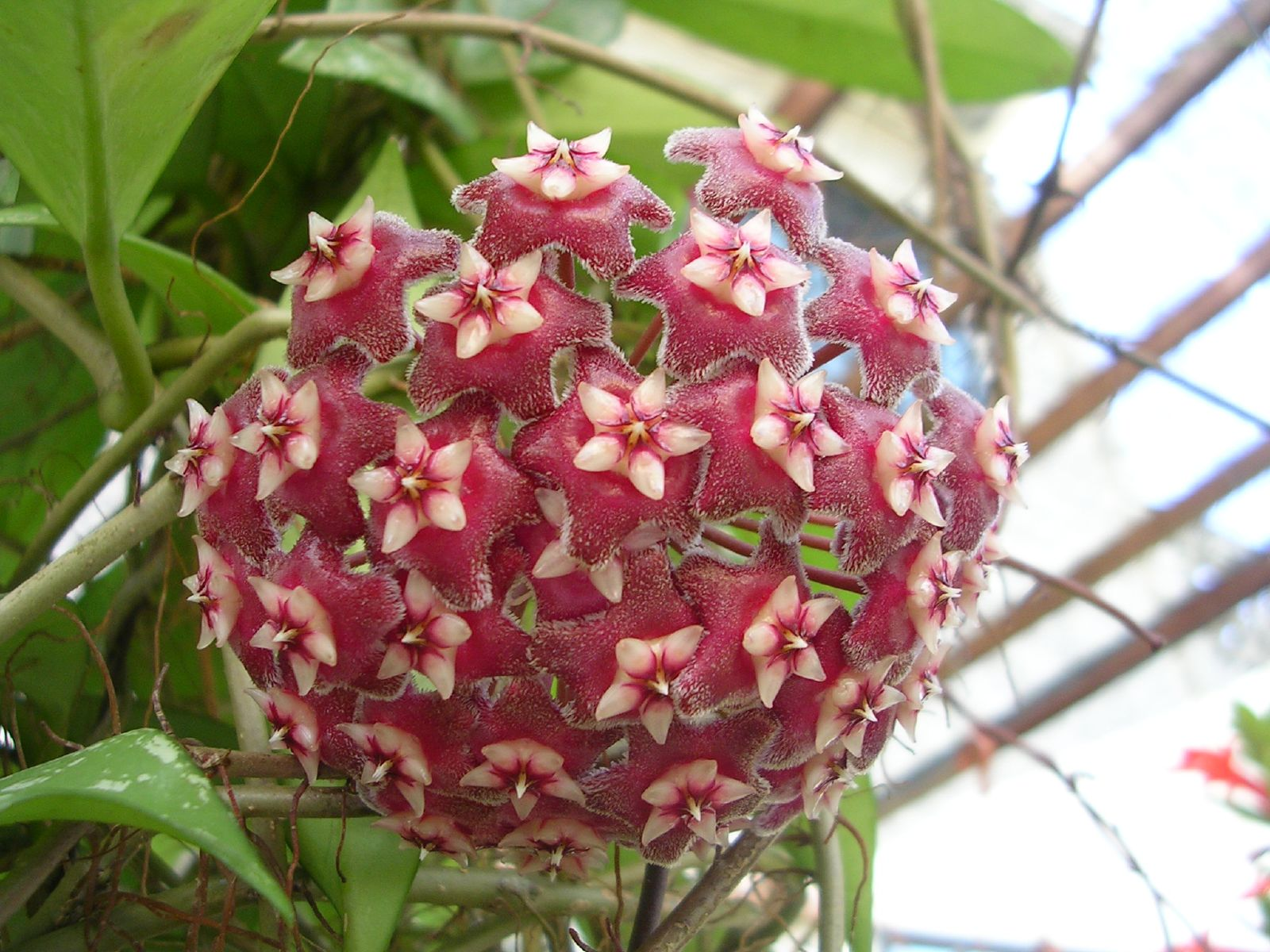
Blütenstand von Hoya pubicalyx

### Blütenstände und Blüten
In den Internodien stehen einzeln, auf mehr oder weniger langen Blütenstandsschäften, die oft Photosyntheseaufgaben übernehmen, oder ohne Blütenstandsschäfte einfache doldige oder traubige, oder verzweigte scheindoldige Blütenstände, die oft viele Blüten enthalten.
Die Blüten duften süß bis schwer oder sind geruchlos. Die gestielten, zwittrigen, radiärsymmetrischen Blüten sind fünfzählig mit doppelter Blütenhülle (Perianth). Die fünf Kelchblätter sind verwachsen. Die fünf Kronblätter sind auf der Hälfte bis fast ganzer (Hoya inflata, Hoya manipurensis) Länge stern-, rad-, glocken-, urnen- (Hoya manipurensis) oder stieltellerförmig verwachsen und können fleischig sein und/oder eine Wachsschicht besitzen. Die Farben der Kronblätter reichen von weiß über cremefarben bis gelb und braun und von rosafarben bis rötlich. Die Außenseite der Kronblätter ist meist unbehaart; bei Hoya manipurensis sind Trichome vorhanden. Die Innenseite der Kronblätter ist manchmal kurz aufrecht behaart; bei Hoya inflata ist sie papillös. Es ist nur ein Kreis mit fünf fertilen, gleichen Staubblättern vorhanden. Die Staubfäden besitzen Anhängsel und sind untereinander teilweise zu einer staminalen Röhre verwachsen; der freie Teil aus fünf ausgebreiteten, fleischigen Nebenkronenlappen und der verwachsene Teil bilden die Nebenkrone. Die Farben der Nebenkrone reichen von weiß über elfenbeinfarben bis gelb und grün oder rosafarben. Bei Hoya multiflora werden gerade Sporne gebildet. Die Staubbeutel bilden mit den Narben ein Gynostegium. Die aufrechten Pollinien enden in einem sterilen Bereich. Die zwei Fruchtblätter sind zu einem oberständigen, zweifächerigen Fruchtknoten verwachsen mit 30 bis 50 Samenanlagen. Die zwei Griffel sind im oberen Bereich verwachsen und enden in einer gemeinsamen konischen bis eiförmigen Narbe. Sie besitzen, wie bei allen anderen Gattungen der Unterfamilie der Asclepiadoideae, einen komplizierten Bestäubungsmechanismus (Klemmfallenblumen).

### Früchte und Samen
Die meist einzelnen (nicht paarweise vorliegenden wie bei vielen Gattungen dieser Unterfamilie) hängenden Balgfrüchte sind unbehaart, relativ dünn und länglich, bleistiftförmig, spindelförmig (beispielsweise bei Hoya coriacea, Hoya griffithii) oder ellipsoidal (bei Hoya coronaria und mit ihr nah verwandten Arten), immer ohne Kanten, meist 4 bis 10 (seltener beispielsweise bei Hoya longifolia bis 30) Zentimeter lang, besitzen ein dünnes, oft holziges oder dickes (bei Hoya coronaria und mit ihr nah verwandten Arten) Perikarp und enthalten viele Samen. Als Diasporen werden die eiförmigen bis länglichen, 1 bis 5 mm lange und 1 bis 2,5 mm breite Samen entlassen, die nur am Ende einen Flügel und ein 2 bis 3 cm langes Haarbüschel als Flugorgan besitzen; die Verbreitung erfolgt also durch Wind.

### Chromosomenzahlen
Die bisher untersuchten Arten besitzen Chromosomenzahlen von 2n = 22.

## Vorkommen
Die Gattung Hoya besitzt ein weites natürliches Verbreitungsgebiet in Asien, Australien und Ozeanien. Es erstreckt sich vom Indischen Subkontinent bis zu den Fidschi-Inseln und Samoa. Sie kommen vom südlichen China (32 Arten) über Myanmar, Nepal, Thailand (40 Arten) bis Vietnam und von Indonesien über Malaysia, Neuguinea, den Philippinen (68 Arten) bis Japan und vom nördlichen Australien bis Neukaledonien vor. Sie gedeihen bis in Höhenlagen von etwa 2500 Meter. Die Habitate sind in Südostasien der immerfeuchte, tropische Regenwald, im nördlichen Australien und im nordöstlichen Thailand der Trockenwald und der Nebelwald in den Gebirgen. Sie gedeihen beispielsweise in Küstengebieten, einer Vielzahl von Waldtypen, oft in der Nähe von Fließgewässern, auf Felsen und auf Bäumen.
Durch Holzeinschlag und der damit einhergehenden Verinselung der Habitate sind viele Arten in ihren natürlichen Vorkommen bedroht.

## Systematik
Der Gattungsname Hoya wurde 1810 von Robert Brown in Prodromus Florae Novae Hollandiae, S. 459 erstveröffentlicht. Typusart ist Hoya carnosa (L.) R.Br., die als Asclepias carnosa L. erstveröffentlicht wurde. Der botanische Gattungsname Hoya ehrt den englischen Gärtner Thomas Hoy (um 1750–1822). Zum gültigen Gattungsnamen Hoya R.Br. existieren eine Vielzahl von Synonymen: Absolmsia Kuntze, Astrostemma Benth., non Asterostemma Decne., Acanthostemma (Blume) Blume, Antiostelma (Tsiang & P.T.Li) P.T.Li, Centrostemma Decne., Cyrtoceras Bennet, Cystidianthus Hassk., Madangia P.I.Forst., D.J.Liddle & I.M.Liddle, Micholitzia N.E.Br., Otostemma Blume, Physostelma Wight, Plocostemma Blume, Pterostelma Wight, Schollia Jacq., Sperlingia Vahl, Triplosperma G.Don. Die Gattung Hoya gehört zur Tribus Marsdenieae in der Unterfamilie Asclepiadoideae innerhalb der Familie der Apocynaceae.
Es wurden über 600 Hoya-Artnamen veröffentlicht, von denen in der jüngeren wissenschaftlichen Literatur (ab etwa 2000) über 300 Arten als gültige Taxa aufgefasst werden (Wanntorp et al., 2014). Die Gattung Hoya ist in der Vergangenheit zwar in Teilen mehrfach bearbeitet worden, es gibt bisher aber keine monographische Bearbeitung der Gattung Hoya. In den letzten Jahren wurde am „Department of Phanerogamic Botany“ des „Naturhistoriska riksmuseet“ (Stockholm) mit Hilfe von molekulargenetischen Analysen die Phylogenie der Gattung untersucht (Livia Wanntorp und Mitarbeiter).
Hier eine Liste aller Hoya-Arten nach WCSP:
- Hoya acanthominima Kloppenb., G.Mend. & Ferreras: Philippinen.[4]

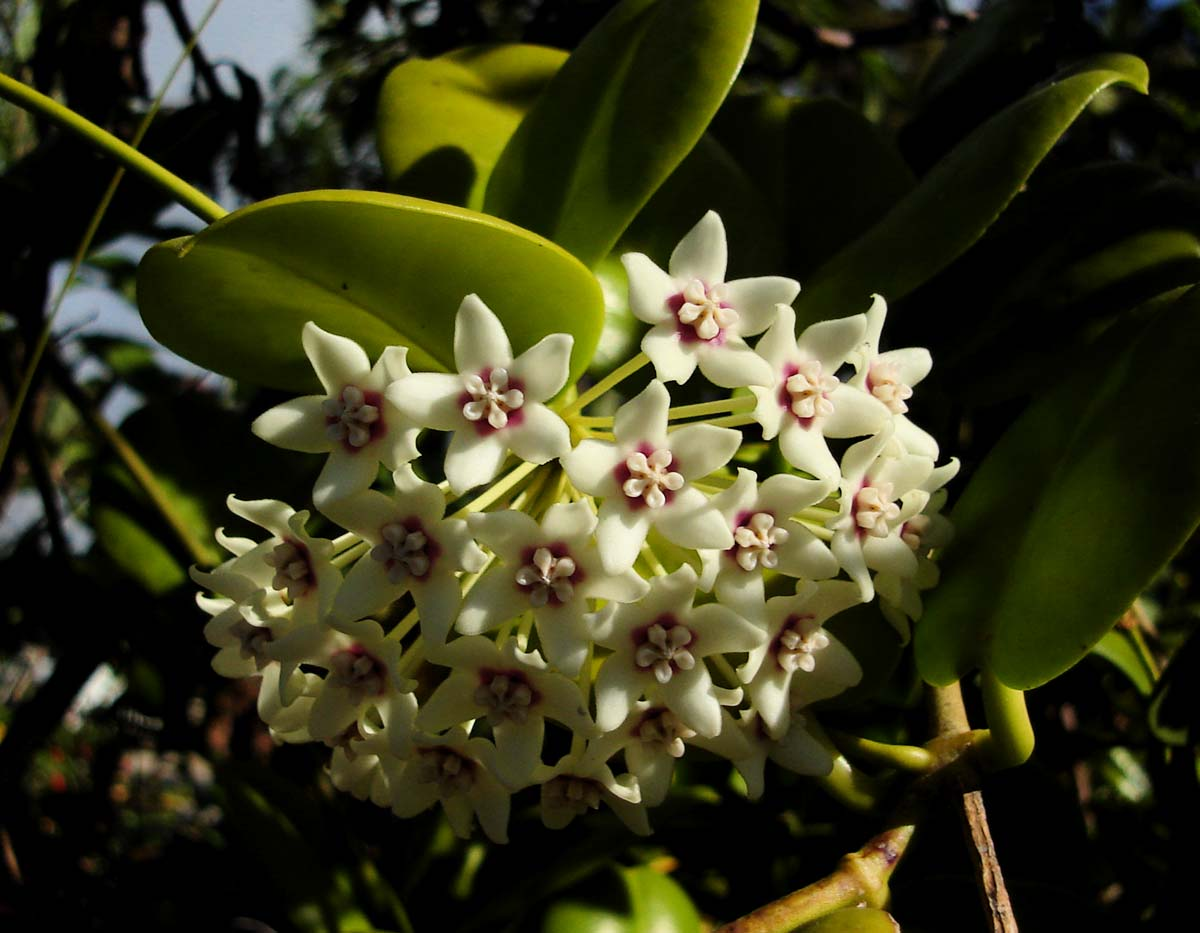
Hoya australis

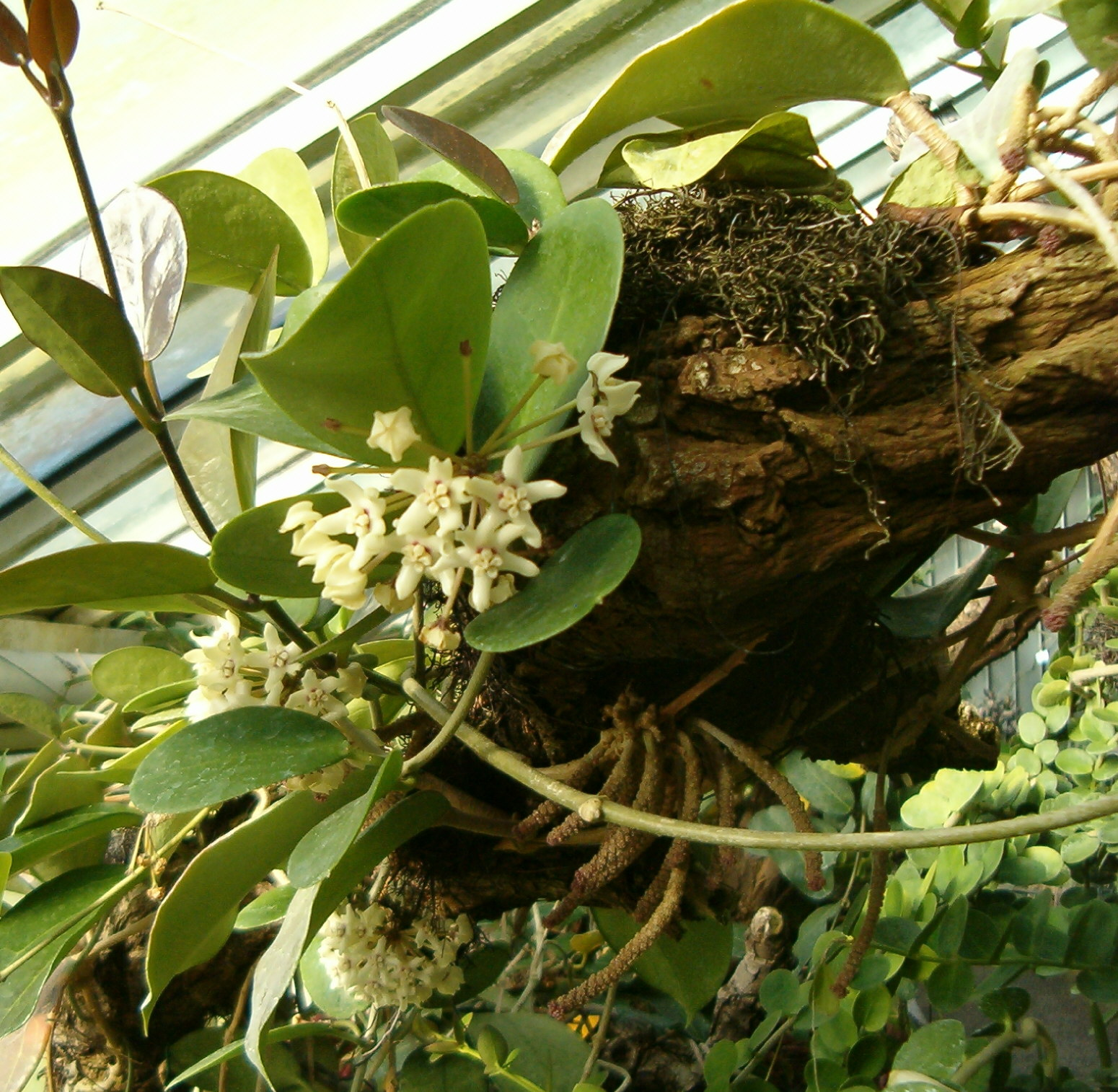
Hoya australis

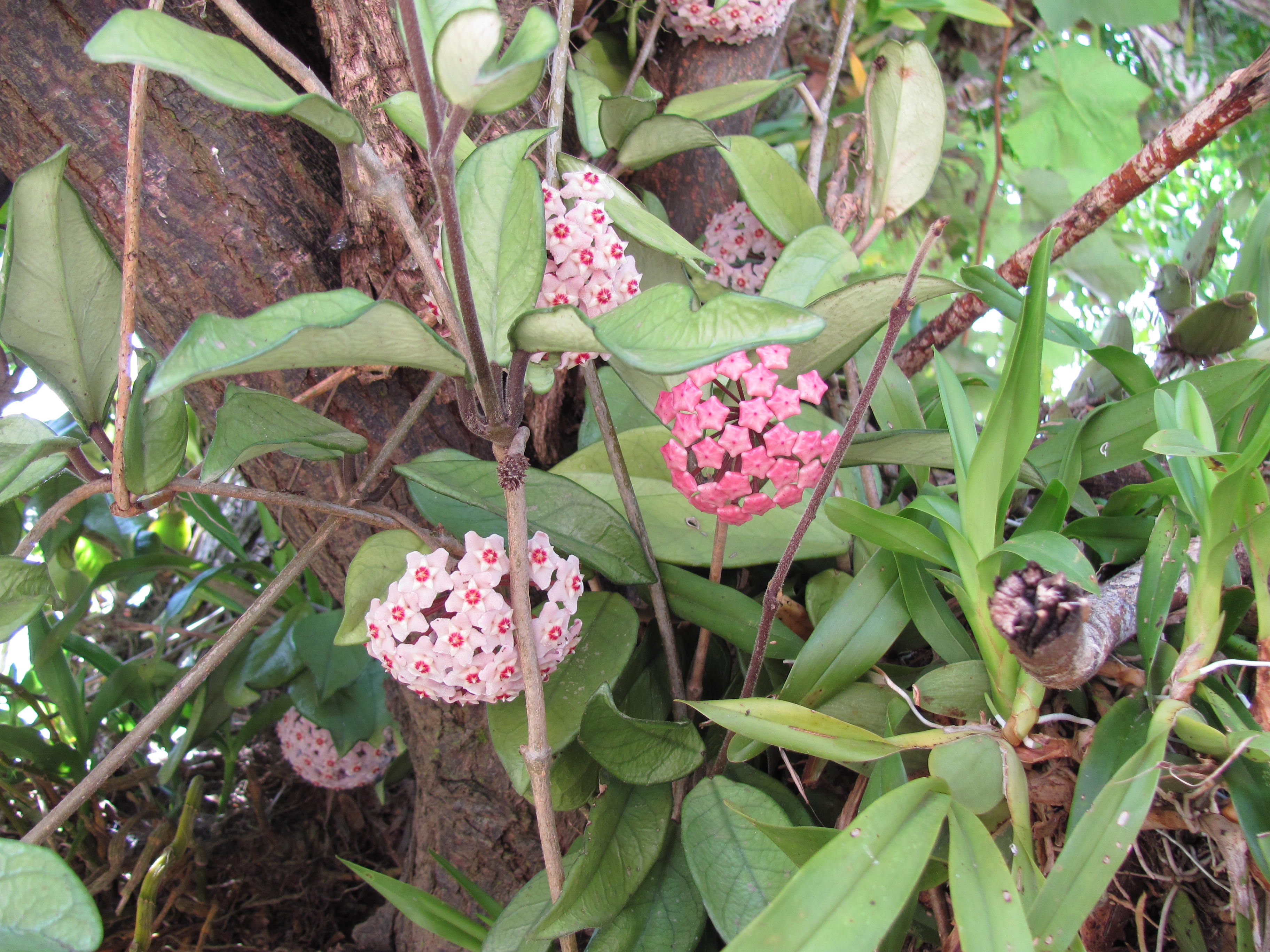
Hoya carnosa

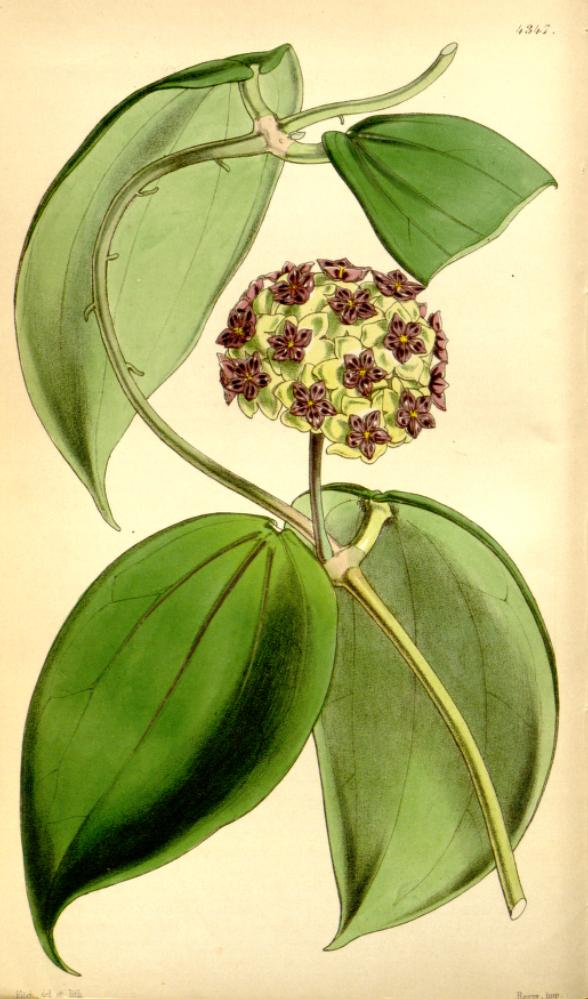
Hoya cinnamomifolia, Illustration

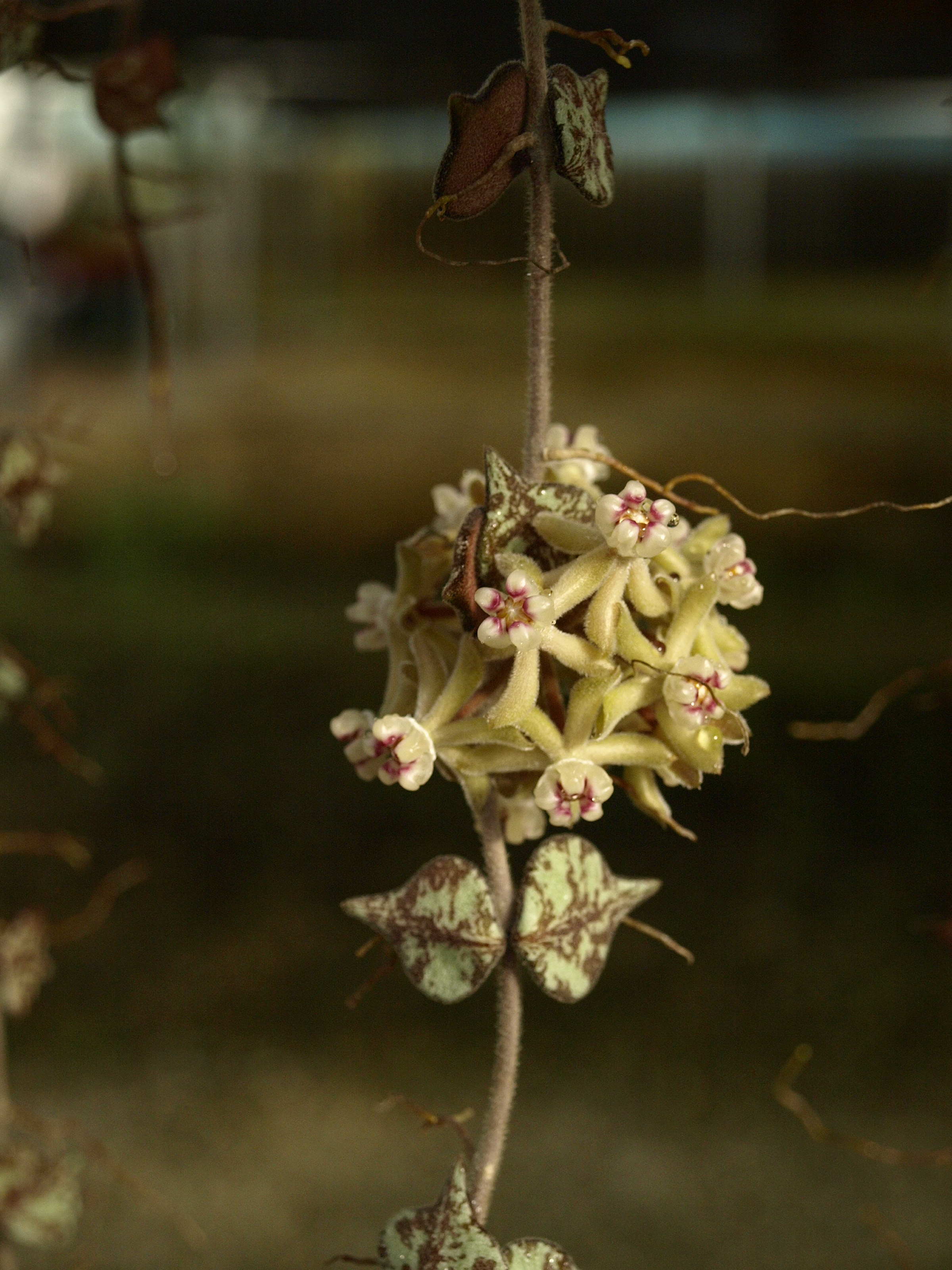
Hoya curtisii

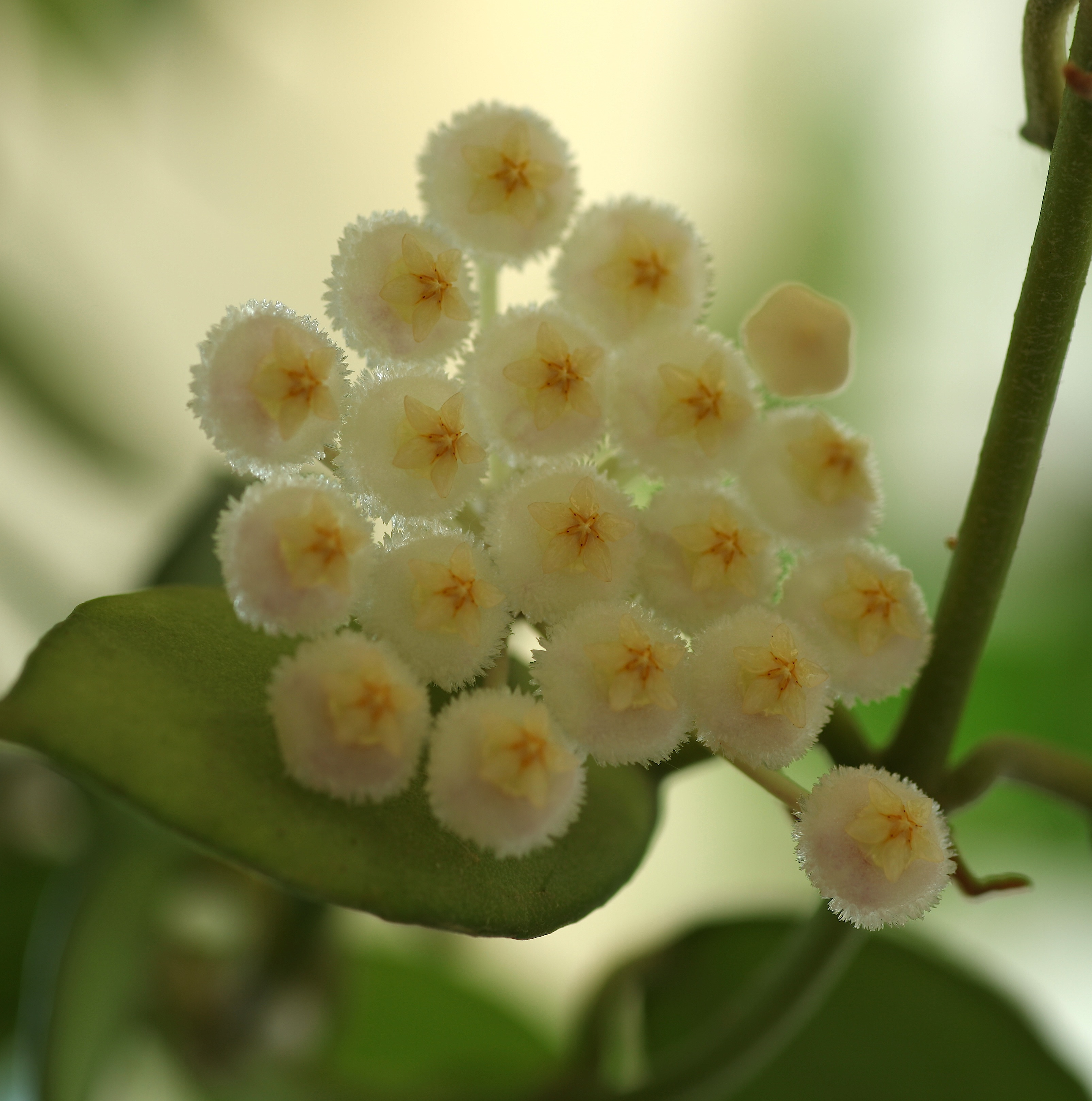
Hoya lacunosa

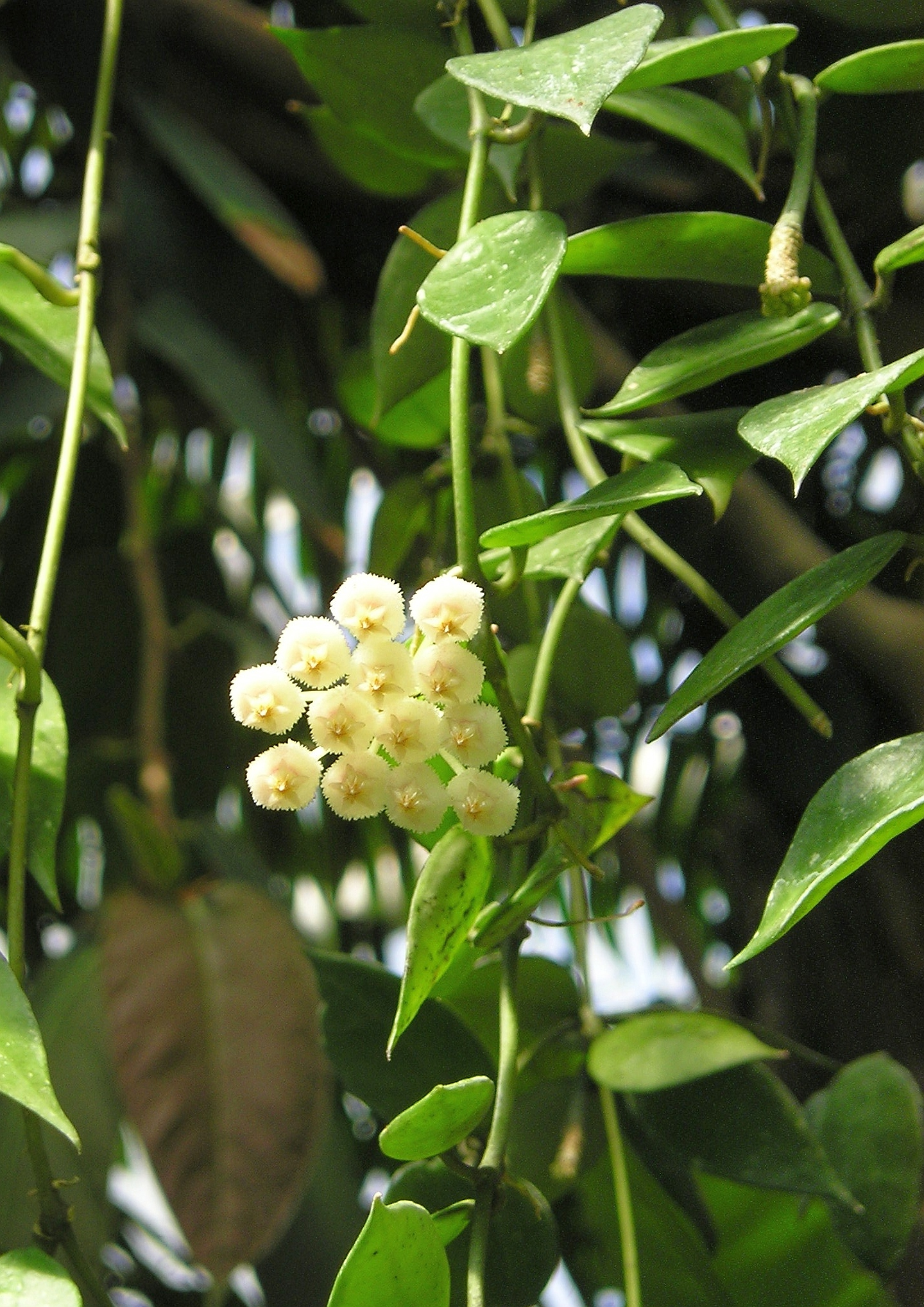
Hoya lacunosa

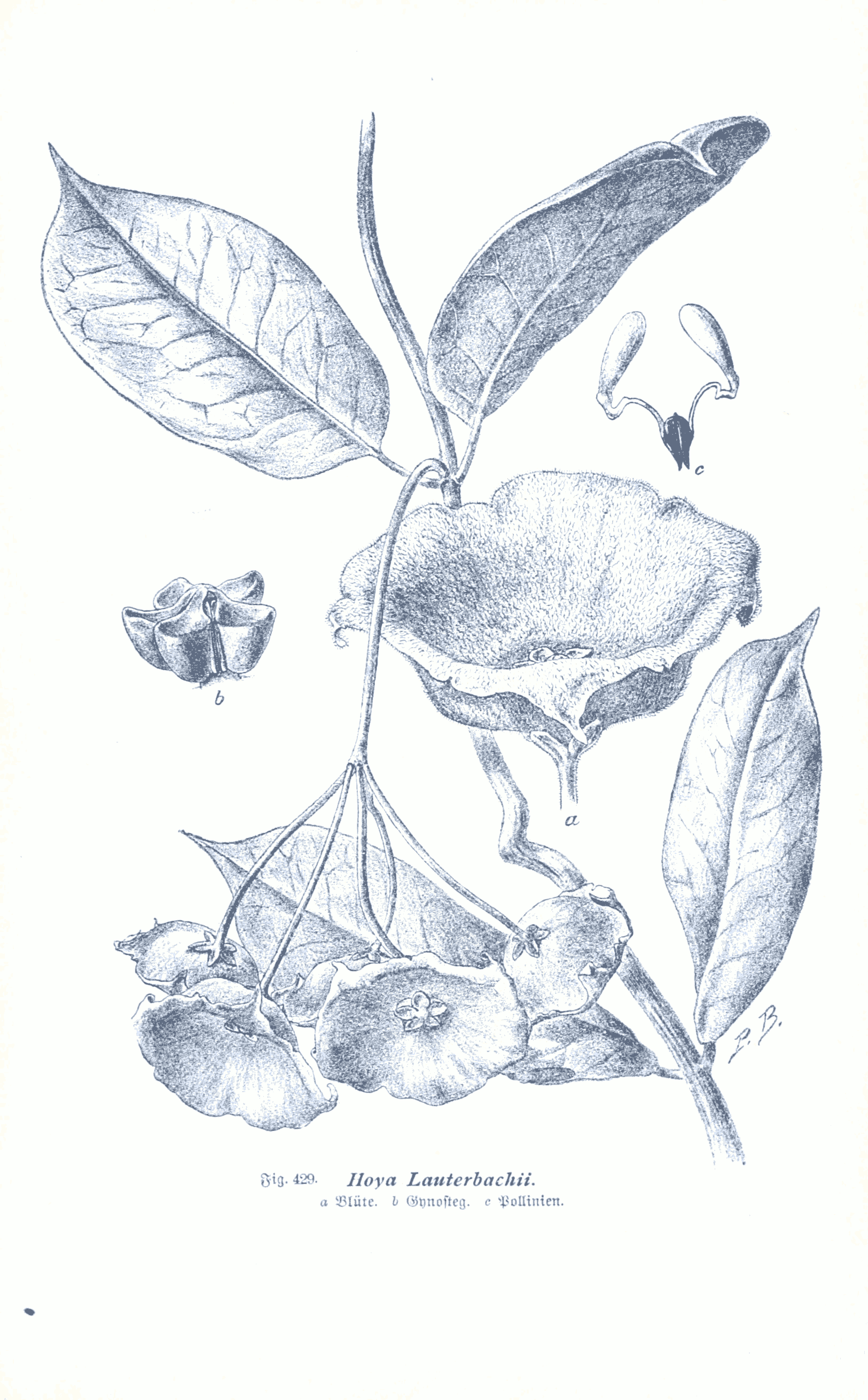
Hoya lauterbachii, Illustration

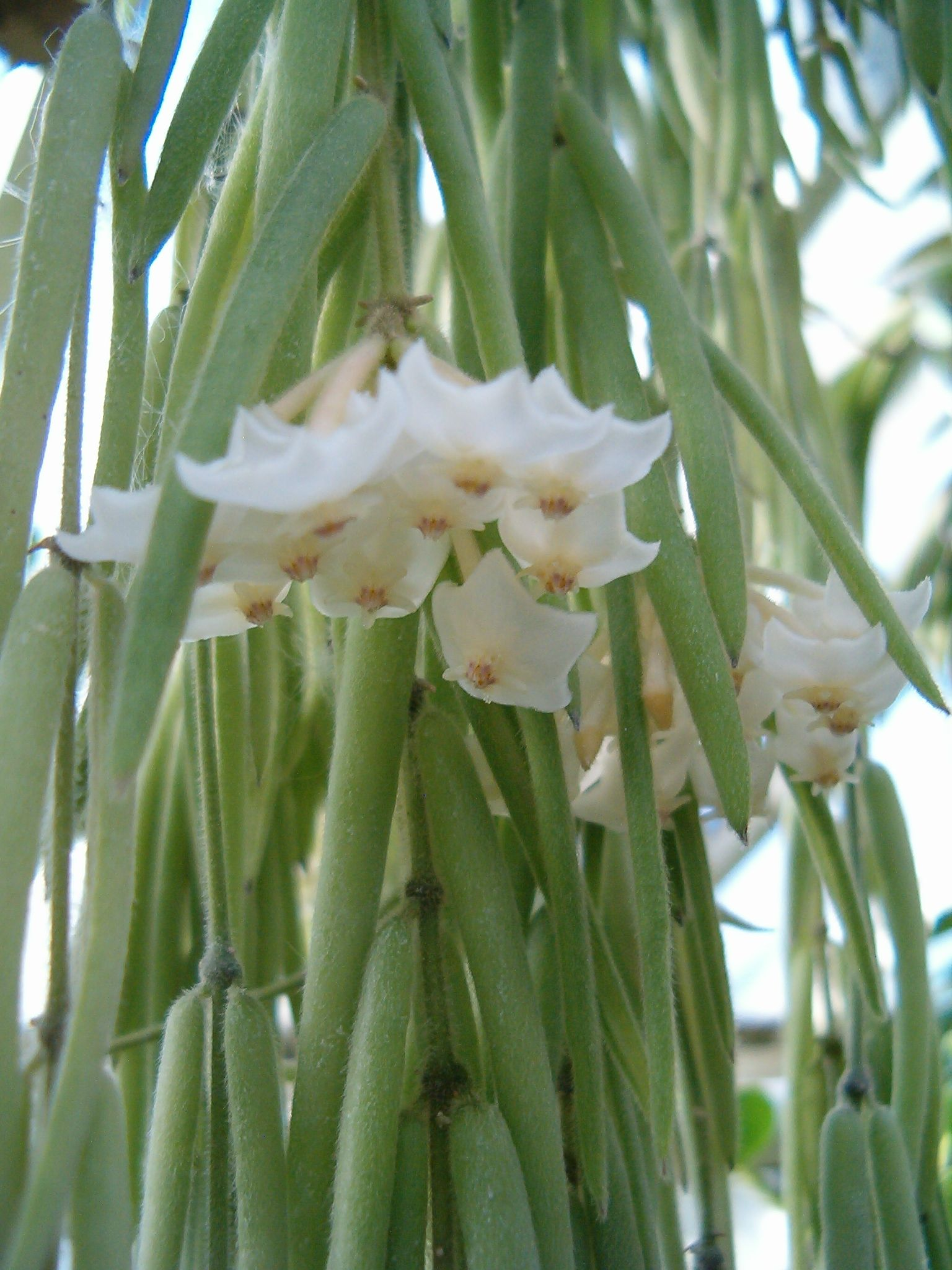
Hoya linearis

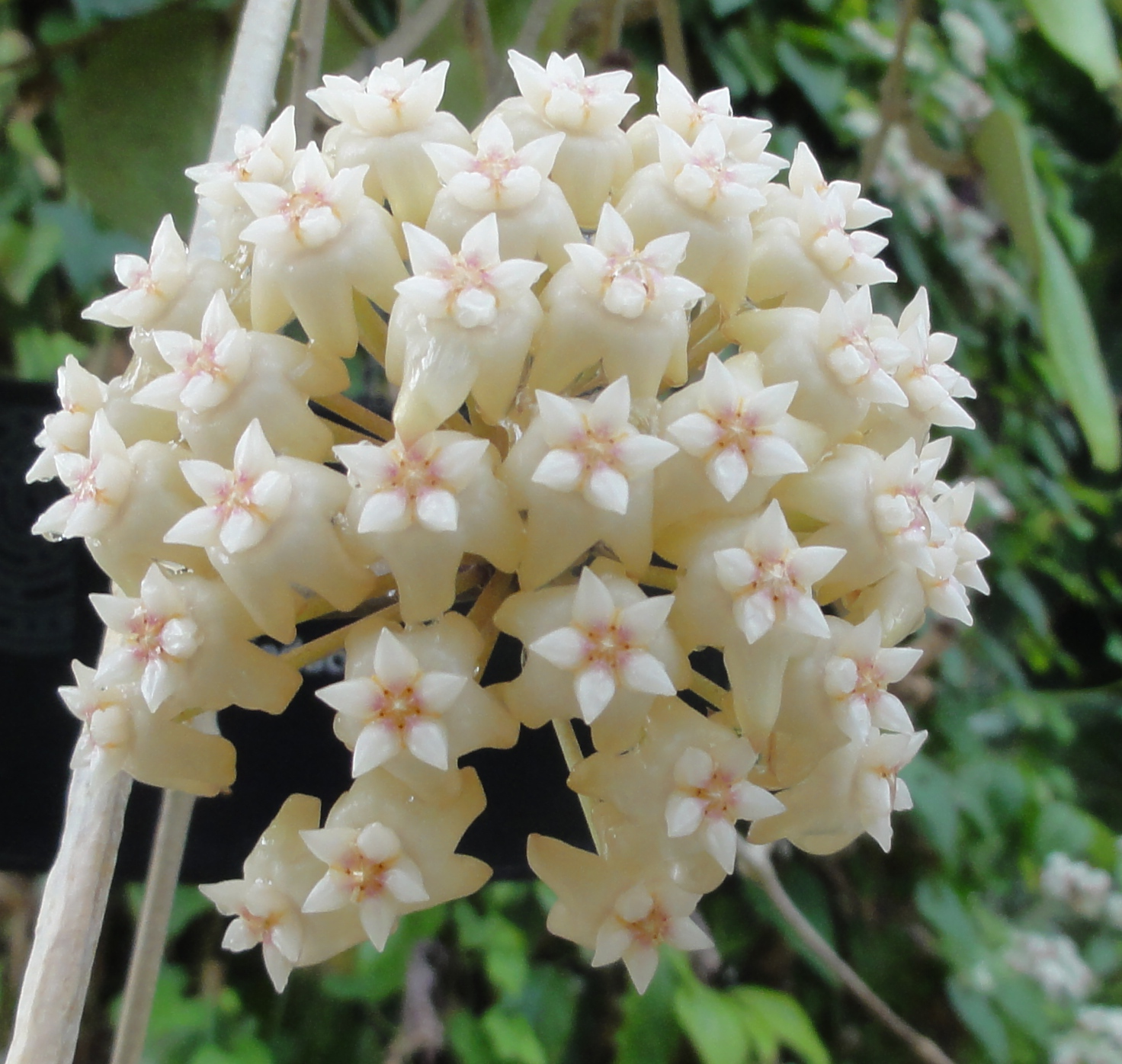
Hoya loyceandrewsiana

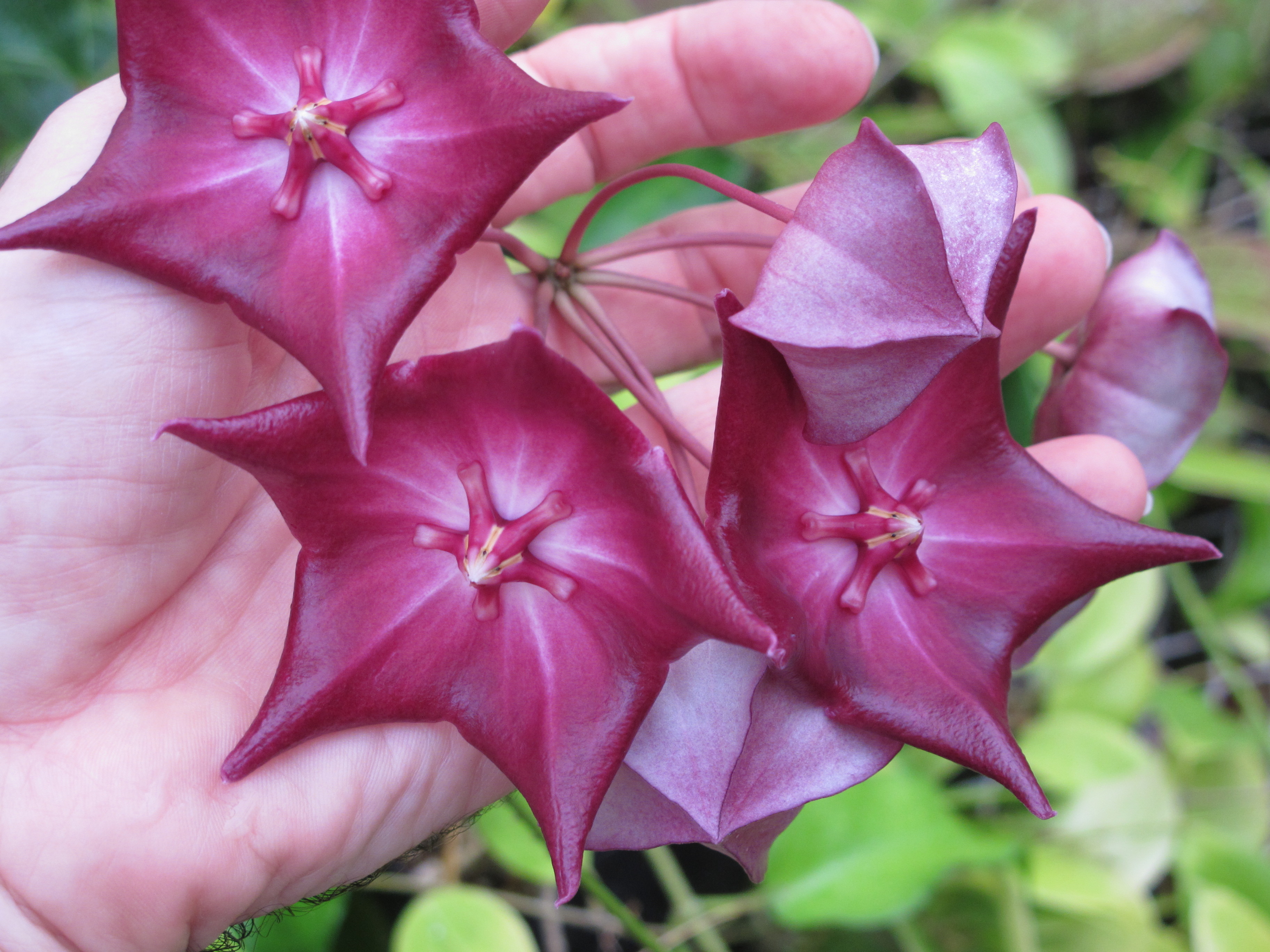
Hoya macgillivrayi

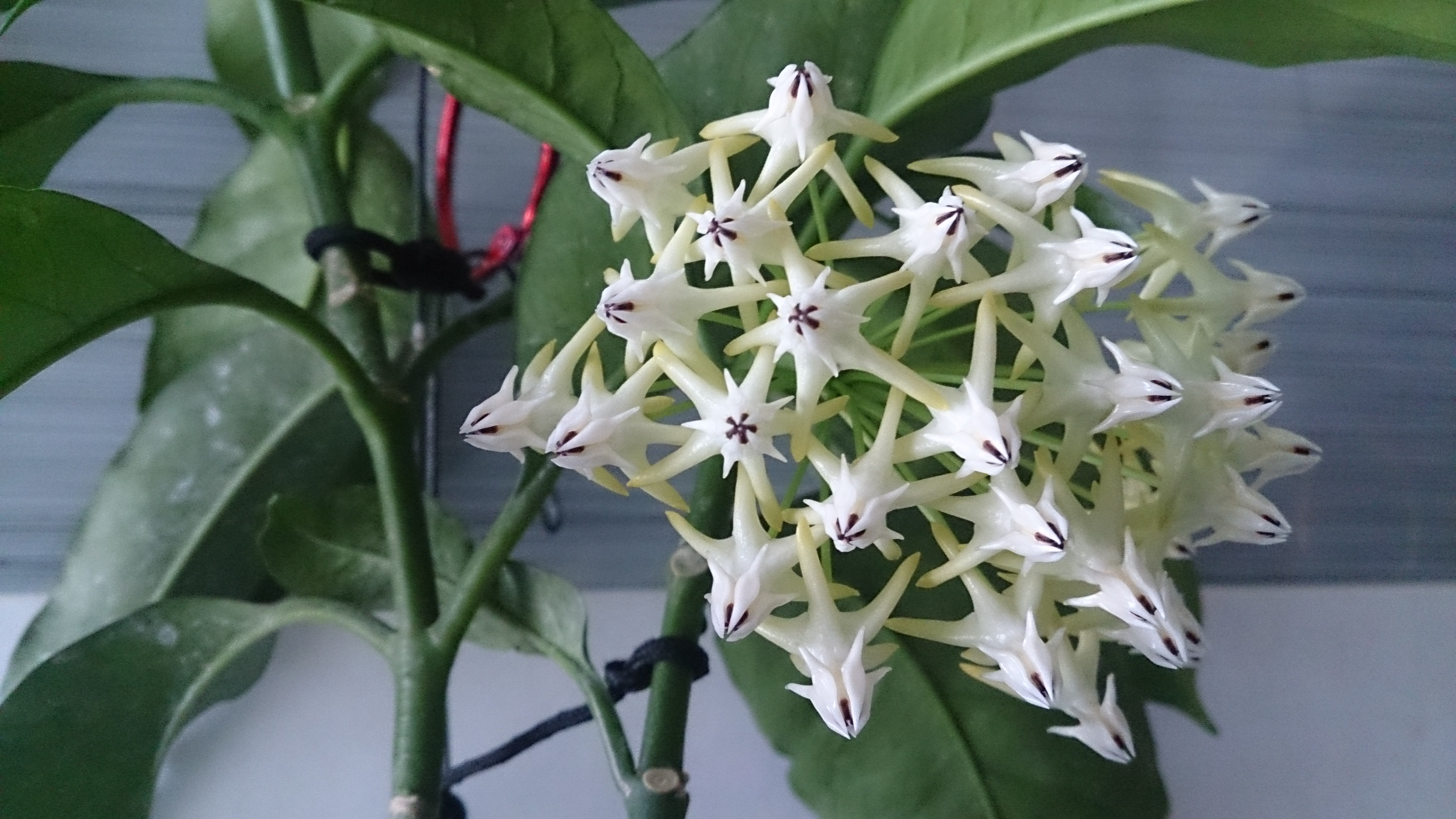
Hoya multiflora

- Hoya acicularis T.Green & Kloppenb.: endemisch in Sabah und Brunei.[4][5]
- Hoya acuminata (Wight) Benth. ex Hook. f.: Östlicher Himalaja bis Myanmar.[4]
- Hoya aeschynanthoides Schltr.: Borneo.[4]
- Hoya affinis Hemsl.: Salomonen.[4]
- Hoya agusanensis Kloppenb.: Mindanao, Philippinen[6]
- Hoya alagensis Kloppenb.: Philippinen.[4]
- Hoya albida Kloppenb., Cajano & Carandang: Philippinen.[4]
- Hoya albiflora Zipp. ex Blume: Papua-Neuguinea.[4]
- Hoya aldrichii Hemsl.: Weihnachtsinsel (Australien).[4]
- Hoya alexicaca (Jacq.) Moon: Indien bis Myanmar.[4]
- Hoya alwitriana Kloppenb., Siar, Guevarra & Carandang: Philippinen.[4]
- Hoya amboinensis Warb.: Ambon.[4]
- Hoya ambrosiae Kloppenb.: Luzon, Philippinen.[7]
- Hoya amicabilis S.Rahayu & Rodda: Java.[8]
- Hoya amorosoae T.Green & Kloppenb.: Philippinen.[4]
- Hoya amrita Kloppenb., Siar & Ferreras: Mindanao.[4]
- Hoya andalensis Kloppenb.: Sumatra.[4]
- Hoya annaleesoligamiae Kloppenb.: Philippinen.[4]
- Hoya anncajanoae Kloppenb. & Siar: Luzon.[4]
- Hoya antilaoensis Kloppenb.: Leyte, Philippinen[9]
- Hoya anulata Schltr. (Syn.: Hoya pseudolittoralis C.Norman): Neuguinea bis nördliches Queensland.[4]
- Hoya aphylla Aver., K.S.Nguyen, Aveyranova: Laos[10]
- Hoya apoda S.Moore: Neuguinea.[4]
- Hoya apoensis Kloppenb. & Siar: Philippinen.[4] Mit zwei Unterarten.
- Hoya archboldiana C.Norman: Papua-Neuguinea[11]
- Hoya ariadna Decne.: Prov. Maluku, Indonesien
- Hoya arnottiana Wight: Himalaja bis Indochina.[4]
- Hoya artwhistleri Kloppenb.: Samoa.[4]
- Hoya attenuata Christoph.: Samoa.[4]
- Hoya aurantiaca Kloppenb., Siar & Cajano: Philippinen.[12][4]
- Hoya aurigueana Kloppenb., Siar & Cajano: Philippinen.[4]
- Hoya australis R.Br. ex J.Traill: Es gibt mehrere Unterarten:
  - Hoya australis subsp. australis (Syn.: Hoya keysii F.M.Bailey): Australien (Queensland, New South Wales), Samoa und Vanuatu, Sabah.[4]
  - Hoya australis subsp. melanesica P.I.Forst. & Liddle: Salomonen bis zu den Inseln des südwestlichen Pazifik.[4]
  - Hoya australis subsp. nathalieae Kloppenb. & Siar: Neuguinea.[4]
  - Hoya australis subsp. oramicola P.I.Forst. & Liddle: Australien (Northern Territory)[4]
  - Hoya australis subsp. rupicola (K.D.Hill) P.I.Forst. & Liddle (Syn.: Hoya rupicola (K.D.Hill) P.I.Forst. & Liddle): Australien (Northern Territory)[4]
  - Hoya australis subsp. sana (F.M.Bailey) K.D.Hill: Australien (Queensland)[4]
  - Hoya australis subsp. tenuipes (K.D.Hill) P.I.Forst. & Liddle: Indonesien (Westneuguinea), Papua-Neuguinea, Australien (Queensland), Fidschiinseln, Salomonen und Tonga.[4]
- Hoya bacunganensis Kloppenb.: Philippinen.[4]
- Hoya baguioensis  Kloppenb.: Luzon.[4]
- Hoya baishaensis S.Y.He & P.T.Li: Dieser Endemit wurde 2009 erstveröffentlicht und gedeiht in Höhenlagen von etwa 790 Metern nur in Baisha in Hainan und im südöstlichen China.[13][4]
- Hoya bakoensis Rodda: Sarawak.[4]
- Hoya balaensis Kidyoo & Thaithong: windender Epiphyt, Thailand[14][4]
- Hoya bandaensis Schltr.: Molukken.[4]
- Hoya bandongii Kloppenb. & Ferreras: Philippinen.[4]
- Hoya barbonii Kloppenb.: Philippinen.[4]
- Hoya batutikarensis R.P.P.Ahmad, S.Rahayu & Rodda: Sulawesi, Indonesien[4][15]
- Hoya bebsguevarrae Kloppenb. & Carandang: Philippinen.[4]
- Hoya beccarii Rodda & Simonsson: Insel Borneo, Malaiische Halbinsel und auf Java (Indonesien)[16]
- Hoya bella Hook. (Syn.: Hoya lanceolata subsp. bella (Hook.) D.H.Kent): Assam bis Myanmar.[4]
- Hoya benchaii Gavrus, A.L.Lamb, Emoi & Gokusing: Sabah.[4]
- Hoya benguetensis Schltr.: Luzon.[4]
- Hoya benitotanii Kloppenb.: Philippinen.[4]
- Hoya benstoneana Kloppenb., Siar, Guevarra & Carandang: Philippinen.[4]
- Hoya benvergarae Kloppenb. & Siar: Philippinen.[4]
- Hoya betchei (Schltr.) W.A.Whistler: Samoa.[4]
- Hoya bhutanica Grierson & D.G.Long: Südliches Bhutan.[4]
- Hoya bicknellii Kloppenb.: Philippinen.[4]
- Hoya bicolensis Kloppenb., Siar & Cajano: Philippinen.[4]
- Hoya bicolor Kloppenb.: Philippinen.[4]
- Hoya bifunda Kloppenb., Siar, Cajano, G.Mend., Guevarra & Carandang: Philippinen.[4] Mit zwei Unterarten.[4]
- Hoya bilobata Schltr.: Philippinen.[4]
- Hoya blashernaezii Kloppenb. (inkl. Hoya siariae Kloppenb.): Philippinen.[4] Mit fünf Unterarten.[4]
- Hoya bonii Costantin, Vietnam[17][18]
- Hoya bordenii Schltr.: Philippinen.[4]
- Hoya borneoensis Kloppenb.: Sarawak, Borneo[19]
- Hoya brassii P.I.Forst. & Liddle ex Simonsson & Rodda: Westliches Neuguinea.[4]
- Hoya brevialata Kleijn & Donkelaar: Sulawesi.[4]
- Hoya brittonii Kloppenb.: Philippinen.[4]
- Hoya brooksii Ridl.: Sumatra.[4]
- Hoya buntokensis S.Rahayu & Rodda: Kalimantan, Borneo, Indonesien[20]
- Hoya bunuabgensis Kloppenb.: Luzon, Philippinen.[21]
- Hoya buotii Kloppenb.: Philippinen.[4]
- Hoya burmanica Rolfe[22]: Südöstliches Assam bis nördliches Indochina.[4]
- Hoya burtoniae Kloppenb.: Luzon.[4]
- Hoya buruensis Miq. (Syn.: Hoya ciliata Teijsm. & Binn.): Molukken (Buru).[4]
- Hoya butleriana Kloppenb., Siar, Guevarra & Carandang:Philippinen.[4]
- Hoya cagayanensis C.M.Burton: Luzon.[4]
- Hoya callistophylla T.Green: Borneo.[4]
- Hoya calycina Schltr.: Es gibt zwei Unterarten:
  - Hoya calycina Schltr. subsp. calycina: Sie kommt von Papua-Neuguinea bis zum Bismarck-Archipel vor.[4]
  - Hoya calycina subsp. glabrifolia P.I.Foster & Liddle: Sie kommt in Papua-Neuguinea und Westpapua vor.[4]
- Hoya calyxminuta Kloppenb.: Philippinen.[4]
- Hoya campanulata Blume: Westliches Malesien.[4]
- Hoya camphorifolia Warb.: Philippinen.[4]
- Hoya capotoanensis Kloppenb.: Philippinen.[4] Mit zwei Unterarten.
- Hoya carandangiana Kloppenb. & Siar: Philippinen.[4]
- Hoya cardiophylla Merr.: Philippinen.[4]
- Hoya carmelae Kloppenb., Siar & Ferreras: Philippinen.[4]
- Hoya carnosa (L. f.) R.Br. (Syn.: Hoya motoskei Teijsm. & Binn., Hoya variegata Siebold ex Morr.): Südliches China bis Laos, Japan bis Taiwan.[4]
- Hoya carrii P.I.Forst. & Liddle ex Simonsson & Rodda: Papua-Neuguinea.[4]
- Hoya caudata Hook.f. (Syn.: Hoya crassifolia (J.Jacq.) Haw., Hoya flagellata Kerr): Südliches Thailand bis westliches Malesien.[4]
- Hoya celata Kloppenb., Siar, G.Mend., Cajano, Guevarra & Carandang: Philippinen.[4]
- Hoya celsa Kloppenb., Siar, Guevarra, Cajano & Carandang: Philippinen.[4]
- Hoya cembra Kloppenb.: Philippinen.[4]
- Hoya chewiorum A.L.Lamb, Gavrus, Emoi & Gokusing: Sabah.[4]
- Hoya chiekoae Kloppenb., Ferreras & G.Mend.: Philippinen.[4]
- Hoya chinghungensis (Tsiang & P.T.Li) M.G.Gilbert, P.T.Li & W.D.Stevens: Sie kommt in Myanmar, Laos, Vietnam und südlichen Yunnan vor.[13][4]
- Hoya chlorantha Rech.: Samoa.[4]
- Hoya chloroleuca Schltr.: Neuguinea.[4]
- Hoya chunii P.T.Li: Neuguinea.[4]
- Hoya ciliata Elmer ex C.M.Burton: Philippinen.[4]
- Hoya cinnamomifolia Hook.: Java.[4]
- Hoya clemensiorum T.Green: Borneo.[4]
- Hoya collettii Schltr.: Myanmar[11]
- Hoya collina Schltr.: Neuguinea.[4]
- Hoya columna Kloppenb.: Philippinen.[4]
- Hoya cominsii Hemsl.: Salomonen.[4]
- Hoya commutata M.G.Gilbert & P.T.Li: Sie kommt in Myanmar und im chinesischen Autonomen Gebiet Guangxi vor.[13]
- Hoya concava Kloppenb., Siar, Guevarra & Carandang: Philippinen.[4]
- Hoya corazoniae Kloppenb., Siar & Ferreras: Philippinen.[4]
- Hoya cordata P.T.Li & S.Z.Huang: Sie gedeiht in Wäldern über Kalkstein nur im chinesischen Autonomen Gebiet Guangxi.[13]
- Hoya coriacea Blume: Thailand bis Malesien. Mit zwei Unterarten.[4]
- Hoya corneri Rodda & S.Rahayu: Borneo, Malaiische Halbinsel und Thailand[23]
- Hoya corollimarginata Kloppenb.: Samoa. Mit drei Unterarten.[4]
- Hoya corollivillosa Kloppenb.: Luzon.[4]
- Hoya coronaria Blume: Thailand bis Malesien.[4]
- Hoya corymbosa Rodda, Simonsson Juhonewe & Ercole: Malaysia[24]
- Hoya crassicaulis Elmer ex Kloppenb.: Philippinen.[4] Mit zwei Unterarten.
- Hoya crassior Hochr.: Samoa.[4]
- Hoya crassipetiolata Aver., V. T. Pham et T. A. Le: Vietnam.[25]
- Hoya cumingiana Decne.: Borneo, Java und die Philippinen. Mit zwei Unterarten.[4]
- Hoya cupula Kloppenb., G.Mend. & Ferreras: Philippinen.[4]
- Hoya curtisii King & Gamble: Thailand, Malaysia, Borneo und Philippinen.[4]
- Hoya cutis-porcelana Suarez, Sahagun & Aurigue:Philippinen.[4][26]
- Hoya daimenglongensis S.Y.He & P.T.Li: Yunnan.[27]
- Hoya danumensis Rodda: Sie kommt in Sabah und Brunei auf der Insel Borneo vor.[11][4]
  - Hoya danumensis danumensis Rodda
  - Hoya danumensis amarii S.Rahayu & Rodda[28]
- Hoya dasyantha Tsiang: Sie gedeiht in Mischwäldern in Höhenlagen von etwa 1100 Metern nur in der chinesischen Provinz Hainan.[13]
- Hoya davidcummingii Kloppenb.: Südliches Luzon.[4]
- Hoya decipulae S.Rahayu & Astuti: Sumatra, Indonesien.[29]
- Hoya dennisii P.I.Forst. & Liddle: Salomonen.[4]
- Hoya densifolia Turcz.: Java.[4]
- Hoya desvoeuxensis T.Green & Kloppenb.: Fidschi.[4]
- Hoya devogelii Rodda & Simonsson: Sarawak.[4]
- Hoya deykei T.Green: Sumatra.[4]
- Hoya dickasoniana P.T.Li: Myanmar.[4]
- Hoya dictyoneura K.Schum.: Neuguinea.[4]
- Hoya dimorpha F.M.Bailey: Neuguinea.[4]
- Hoya diptera Seem.: Vanuatu und Fidschi.[4]
- Hoya dischorensis Schltr.: Neuguinea.[4]
- Hoya diversifolia Blume (Syn.: Hoya liangii Tsiang, Hoya persicinicoronaria S. Y. He & P. T. Li): Hainan, Indochina bis Malesien.[4]
- Hoya dolichosparte Schltr.: Sulawesi.[4]
- Hoya eburnea Kloppenb., Guevarra & Carandang: Philippinen.[4]
- Hoya edanoi C.M.Burton: Philippinen.[4]
- Hoya edeni King ex Hook. f.: Nepal bis Assam.[4]
- Hoya edholmiana Simonsson & Rodda: Papua-Neuguinea.[4]
- Hoya eitapensis Schltr.: Nordöstliches Neuguinea.[4]
- Hoya elegans Kostel.: Molukken.[4]
- Hoya elliptica Hook. f.: Thailand bis westliches Malesien.[4]
- Hoya elmeri Merr., epiphytischer Kletterer. Kommt in Sabah (Malaysia) und Luzon (Philippinen) vor.[30][4]
- Hoya endauensis Kiew: Malaiische Halbinsel.[4]
- Hoya engleriana Hosseus: Thailand, Laos, Kambodscha und Vietnam.[4]
- Hoya epedunculata Schltr.: Neuguinea.[11]
- Hoya erythrina Rintz: Vietnam und Malaiische Halbinsel.[4]
- Hoya erythrostemma Kerr: Thailand, Myanmar und Vietnam.[30][4]
- Hoya espaldoniana Kloppenb., Siar & Cajano: Philippinen.[4]
- Hoya estrellaensis T.Green & Kloppenb.: Philippinen.[4]
- Hoya eumbeitii Kloppenb.: Philippinen[31]
- Hoya evelinae Simonsson & Rodda: Papua-Neuguinea.[4]
- Hoya excavata Teijsm. & Binn.: Sulawesi bis zu den Molukken.[4]
- Hoya exilis Schltr.: Neuguinea.[4]
- Hoya faoensis Kloppenb. & Siar: Samoa.[4]
- Hoya fauziana Rodda, Simonsson & A.L.Lamb: Sabah.[4]
- Hoya ferrerasii Kloppenb. & Siar: Philippinen.[4]
- Hoya fetuana Kloppenb.: Mit drei Unterarten. Samoa.[4]
- Hoya filiformis Rech.: Samoa.[4]
- Hoya finlaysonii Wight: Südliches Thailand bis westliches Malesien.[4]
- Hoya fischeriana Warb.: Philippinen.[4]
- Hoya fitchii Kloppenb.: Philippinen.[4]
- Hoya fitoensis Kloppenb.: Samoa.[4]
- Hoya flavescens Schltr.: Neuguinea.[4]
- Hoya flavida P.I.Forst. & Liddle: Salomonen.[4]
- Hoya forbesii King & Gamble: Westliches Malesien.[4]
- Hoya foxii Kloppenb.: Philippinen.[4]
- Hoya frakeii Kloppenb.: Mindanao, Philippinen.[32]
- Hoya fraterna Blume: Java und Sabah.[4]
- Hoya fungii Merr.: Sie gedeiht in offenen Wäldern in Höhenlagen von 300 bis 1000 Metern in den chinesischen Provinzen Guangdong, Guangxi, Hainan sowie Yunnan, dazu in Laos und Vietnam.[13][4]
- Hoya fusca Wall.: Sie ist in den chinesischen Provinzen Guangxi, Guizhou, Hainan sowie Yunnan und in Tibet, Bhutan, Nepal, Indien, Myanmar, Thailand, Kambodscha, Laos und Vietnam verbreitet.[13]
- Hoya galenii Kloppenb.: Tawi-Tawi, Philippinen.[33]
- Hoya galeraensis Kloppenb.: Philippinen.[4]
- Hoya gaoligongensis M.X.Zhao & Y.H.Tan: Yunnan, China[34]
- Hoya garciai Kloppenb.: Philippinen[35]
- Hoya gelba Kloppenb., Siar, Guevarra & Carandang: Philippinen.[4]
- Hoya gigantanganensis Kloppenb.: Leyte.[4]
- Hoya gigas Schltr.: Neuguinea.[4]
- Hoya gildingii Kloppenb.: Sabah.[4]
- Hoya glabra Schltr.: Sumatra und Borneo.[4]
- Hoya globulifera Blume: Neuguinea.[4]
- Hoya globulosa Hook. f. (Syn.: Hoya villosa Costantin): Himalaja bis China und Indochina.[4]
- Hoya golamcoana Kloppenb.: Palawan.[4]
- Hoya gracilipes Schltr.: Neuguinea.[4]
- Hoya gracilis Schltr.: Sulawesi.[4]
- Hoya greenii Kloppenb.: Mindanao.[4]
- Hoya gretheri Kloppenb.: Philippinen.[4]
- Hoya griffithii Hook. f.: Sie ist von Assam bis Hainan und in den chinesischen Provinzen Guangdong, Guangxi, Guizhou, Hainan sowie Yunnan verbreitet.[13][4]
- Hoya guppyi Oliv.: Salomonen.[4]
- Hoya gutierrezii Kloppenb.: Samar, Philippinen, mit zwei Unterarten.[36]
- Hoya hainanensis Merr.: Hainan und Vietnam.[25][4]
- Hoya halconensis Schltr. ex Kloppenb.: Philippinen.[4]
- Hoya halophila Schltr.: Nordöstliches Neuguinea bis zu den Salomonen.[4]
- Hoya hamiltoniorum A.L.Lamb, Gavrus, Emoi & Gokusing: Nördliches Borneo.[4]
- Hoya hanhiae The Pham, Anh Le & Averyanov: Vietnam.[37]
- Hoya hernaezii Kloppenb.: Philippinen.[4]
- Hoya heuschkeliana Kloppenb.: Mit drei Unterarten; kommt auf den Philippinen vor.[4]
- Hoya histora Kloppenb.: Philippinen.[4]
- Hoya hypolasia Schltr.: Papua-Neuguinea.[4]
- Hoya ignorata T.B.Tran, Rodda, Simonsson & Joongku Lee (Syn.: Hoya corymbosa V.T. Pham & Aver.): Indochina bis Malaysia und Borneo.[38][24]
- Hoya ilagiorum Kloppenb., Siar & Cajano: Philippinen.[4]
- Hoya imbricata Decne.: Philippinen bis Sulawesi. Mit zwei Unterarten.[4]
- Hoya imperialis Lindl.: Thailand bis Malesien.[4]
- Hoya inconspicua Hemsl. (Syn.: Hoya litoralis Schltr., Hoya dodecatheiflora Fosberg): Papua-Neuguinea, Australien (Queensland) und Pazifische Inseln (Salomonen und Vanuatu)[16]
- Hoya incrassata Warb.: Philippinen.[4]
- Hoya incurvula Schltr.: Sulawesi.[4]
- Hoya indaysarae M.N.Medina, R.J.T.Villanueva, Cabras, Kloppenb.: Philippinen[39]
- Hoya infantalensis Kloppenb.: Philippinen[40]
- Hoya inflata (P.I.Forst., D.J.Liddle & I.M.Liddle) L.Wanntorp: Papua-Neuguinea.[4]
- Hoya insularis Rodda & S.Rahayu: Kalimantan, Borneo, Indonesien[41]
- Hoya irisiae Ferreras, Kloppenb. & Tandang: Philippinen.[4]
- Hoya isabelaensis Kloppenb., Siar & Ferreras: Philippinen.[4]
- Hoya isabelchanae Rodda & Simonsson: Sulawesi.[4]
- Hoya ischnopus Schltr.: Neuguinea.[4]
- Hoya jianfenglingensis S.Y.He & P.T.Li: Dieser Endemit in Jianfengling in Hainan wurde 2011 erstveröffentlicht.[42][13]
- Hoya jiewhoeana Rodda, A.L.Lamb & Gokusing: Sabah.[4]
- Hoya josetteae M.N.Medina & Kloppenb.: Philippinen.[4]
- Hoya juannguoiana Kloppenb.: Philippinen.[4]
- Hoya juhoneweana Simonsson & Rodda: Sie kommt in zwei Unterarten auf Neuguinea vor.[4]
- Hoya kachinensis Rodda & K.Armstrong:  Myanmar
- Hoya kanlaonensis Kloppenb., Siar & Ferreras: Philippinen.[4]
- Hoya kanyakumariana A.N.Henry & Swamin.: Kanyakumari-Distrikt in Tamil Nadu (Indien) in etwa 600 m Meereshöhe.
- Hoya kastbergii Kloppenb.: Sarawak und Sulawesi.[4]
- Hoya kenejiana Schltr.: Neuguinea.[4]
- Hoya kentiana C.M.Burton: Luzon.[4]
- Hoya kerrii Craib: Sie ist in Laos, Kambodscha, Malaysia, Thailand sowie Vietnam und Java verbreitet und wird im südlichen Guangdong kultiviert.[13][4]
- Hoya kingdonwardii P.T.Li: Myanmar.[4]
- Hoya kipandiensis Gavrus, A.L.Lamb, Emoi & Gokusing: Sabah.[4]
- Hoya kloppenburgii T.Green: Sabah und Brunei.[4]
- Hoya klossii S.Moore: Neuguinea.[4]
- Hoya koteka Simonsson & Rodda: Westliches Neuguinea.[4]
- Hoya krohniana Kloppenb. & Siar: Philippinen.[4]
- Hoya krusenstierniana Simonsson & Rodda: Papua-Neuguinea.[4]
- Hoya kuhlii (Blume) Koord. (Syn.: Hoya hasseltii (Blume) Miq.): Sie kommt in zwei Varietäten auf Java vor.[4]
- Hoya lactea S.Moore: Neuguinea.[4]
- Hoya lacunosa Blume: Thailand bis Malesien.[4]
- Hoya lagunaensis Kloppenb.: Philippinen.[4]
- Hoya lambii T.Green: Sabah.[4]
- Hoya lambioae Kloppenb., Guevarra, Cajano & Carandang: Philippinen.[4]
- Hoya lamingtoniae F.M.Bailey: Neuguinea.[4]
- Hoya lamthanhiae  V.T. Pham & Kloppenb.: Vietnam[43]
- Hoya lanataiensis Kloppenb.: Samoa.[4]
- Hoya lanceolaria S.Moore: Neuguinea.[4]
- Hoya lanceolata Wall. ex D.Don: Himalaja bis Indochina.[4]
- Hoya landgrantensis Kloppenb., Siar & Cajano: Philippinen.[12]
- Hoya lanotooensis Kloppenb.: Samoa.[4]
- Hoya larrycahilogii Medina & Kloppenb.: Philippinen.[4]
- Hoya lasiantha Korth. ex Blume (Syn.: Hoya praetorii (Blume)): Thailand bis westliches Malesien.[4]
- Hoya lasiogynostegia P.T.Li: Es ist ein Endemit in Diaoluoshan in Hainan.[13]
- Hoya latifolia G.Don (Syn.: Hoya polystachya Blume): Myanmar bis westliches Malesien.[4], mit zwei Unterarten:
  - Hoya latifolia subsp. latifolia
  - Hoya latifolia subsp. kinabaluensis C.M.Burton[44]
- Hoya laurifoliopsis Hochr.: Java.[4]
- Hoya lauterbachii K.Schum.: Neuguinea.[4]
- Hoya leembruggeniana Koord.: Java.[4]
- Hoya leucantha S.Moore: Neuguinea.[4]
- Hoya leucorhoda Schltr.: Neuguinea.[4]
- Hoya leytensis Elmer ex C.M.Burton: Leyte.[4]
- Hoya limoniaca S.Moore: Neukaledonien.[4]
- Hoya linapauliana Kloppenb.: Philippinen[45]
- Hoya linavergarae Kloppenb. & Siar: Philippinen.[4]
- Hoya lindaueana Koord.: Östliches Java.[4]
- Hoya linearis Wall. ex D.Don: Nepal bis China und Indochina.[4]
- Hoya lipoensis P.T.Li & Z.R.Xu: Guizhou.[4]
- Hoya lithophytica Kidyoo & Watthana: Thailand.[46][4]
- Hoya lobbii Hook. f.: Assam, Thailand bis Kambodscha.[4]
- Hoya lockii V. T. Pham & Aver.: Vietnam.[47][25]
- Hoya loheri Kloppenb.: Philippinen. Mit zwei Unterarten.[4]
- Hoya longicalyx Wang Hui & E.F.Huang: Yunnan, China.[48]
- Hoya longifolia Wall. ex Wight: Himalaja bis Yunnan und Nikobaren.[4]
- Hoya longlingensis E.F.Huang: Südwestchina.[49]
- Hoya longipedunculata Pham & Averyanov: Vietnam.[50]
- Hoya loyceandrewsiana T.Green: Die 2008 erstbeschriebene Art kommt vom nördlichen Thailand bis Vietnam vor.[4]
- Hoya luatekensis Kloppenb.: Samoa.[4]
- Hoya lucardenasiana Kloppenb., Siar & Cajano: Philippinen.[12]
- Hoya lucyae Kloppenb. & Siar: Philippinen.[4]
- Hoya lutea Kostel.: Molukken.[4]
- Hoya lyi H.Lév. (Syn.: Hoya mekongensis M.G.Gilbert & P.T.Li, eine kleine lithophytische Art mit variabler Blattform, Guizhou, Sichuan, Guangxi und Yunnan, China, Laos, Vietnam[51])[4]
- Hoya macgillivrayi F.M.Bailey: Nördliches Queensland.[4]
- Hoya macrophylla Blume (Syn.: Hoya clandestina Blume): Borneo, Java bis Kleine Sunda-Inseln.[4]
- Hoya madulidii Kloppenb.: Mindanao.[4]
- Hoya magnifica P.I.Forst. & Liddle: Papua-Neuguinea.[4]
- Hoya magniflora P.T.Li: Java.[4]
- Hoya mahaweeensis Kloppenb.: Philippinen.[4]
- Hoya maingayi Hook.f.: Thailand und Malaysia.[4]
- Hoya malata Kloppenb.: Samoa[52]
- Hoya mappigera Rodda & Juhonewe: Thailand, Malaysia und Borneo.[53][4]
- Hoya marananiae Kloppenb., Siar, Cajano & Carandang: Philippinen.[4]
- Hoya marginata Schltr.: Bismarck-Archipel.[4]
- Hoya mariae (Schltr.) L.Wanntorp & Meve: Philippinen.[54]
- Hoya martinii Kloppenb. & G.Mend.: Philippinen.[4]
- Hoya marvinii Kloppenb., G.Mend. & Ferreras: Philippinen.[4]
- Hoya mata-ole-afiensis Kloppenb.: Samoa.[4]
- Hoya matavanuensis Kloppenb.: Samoa.[4]
- Hoya matiensis Kloppenb.: Mindanao, Philippinen[55]
- Hoya maxima Teijsm. & Binn.: Sulawesi.[4]
- Hoya maximowayetii Kloppenb.: Philippinen.[4]
- Hoya mcclureii Kloppenb.: Philippinen[56]
- Hoya mcgregorii Schltr.: Mindoro.[4]
- Hoya medinae Kloppenb.: Philippinen[4]
- Hoya medinillifolia Rodda & Simonsson: wächst als epiphytischer Strauch entlang Flüssen im Tieflandregenwald auf ca. 300 m über Meereshöhe in Sarawak und Sabah auf Borneo.[57][4]
- Hoya megalantha Turill: Fidschi[11][4]
- Hoya megalaster Warb. ex K.Schum. & Lauterb.: Neuguinea[11]
- Hoya meliflua (Blanco) Merr.: Sabah und Philippinen. Mit zwei Unterarten.[4]
- Hoya memoria Kloppenb.: Philippinen.[4]
- Hoya mengtzeensis Tsiang & P.T.Li: China und Vietnam.[4]
- Hoya meredithii T.Green: Sabah und Sarawak.[4]
- Hoya merrillii Schltr.: Philippinen.[4]
- Hoya micrantha Hook. f.: Kambodscha, Laos, Vietnam, Thailand und südliches Myanmar.[16]
- Hoya microphylla Schltr.: Neuguinea.[11][4]
- Hoya microstemma Schltr.: Nordöstliches Neuguinea.[4]
- Hoya migueldavidii Cabactulan, Rodda & Pimentel: Philippinen.[4]
- Hoya minahassae Schltr.: Sulawesi.[4]
- Hoya mindanaoensis Kloppenb.: Mindanao, Philippinen[58]
- Hoya mindorensis Schltr.: Kletternder Epiphyt. Kommt in drei Unterarten von den Philippinen bis Borneo vor.[30][4]
- Hoya minima Costantin: Vietnam.[4]
- Hoya minutiflora Rodda & Simonsson: Kalimantan.[59][4]
- Hoya miquilingensis Kloppenb.: Philippinen[60]
- Hoya mirabilis Kidyoo: Thailand.[61]
- Hoya mitrata Kerr (Syn.: Hoya darwinii Loher): Thailand bis Malesien.[4]
- Hoya monetteae T.Green: Sabah, Philippinen und Sulawesi.[4]
- Hoya moninae Kloppenb. & Cajano: Philippinen.[4]
- Hoya montana Schltr.: Neuguinea.[4]
- Hoya montelbanensis Kloppenb.: Philippinen[62]
- Hoya mucronulata Warb.: Neuguinea.[4]
- Hoya multiflora Blume (Syn.: Hoya gongshanica P.T.Li, Hoya lii C.M.Burton): Epiphytischer Strauch, kommt von China bis ins tropische Asien vor.[4]
- Hoya myanmarica P.T.Li: Myanmar.[4]
- Hoya myrmecopa Kleijn & Donkelaar: Philippinen und Sulawesi. Mit zwei Unterarten.[4]
- Hoya nabawanensis Kloppenb. & Wiberg: Sabah.[4]
- Hoya nakarensis Kloppenb., G.Mend. & Ferreras: Philippinen.[4]
- Hoya narcissiflora S.Rahayu & Rodda: Kalimantan.[4]
- Hoya naumannii Schltr.: Salomonen.[4]
- Hoya navicula Kloppenb. & G.Mend.: Philippinen.[4]
- Hoya negrosensis Kloppenb.: Philippinen[63]
- Hoya neocaledonica Schltr.: Neukaledonien.[4]
- Hoya neoebudica Guillaumin: Vanuatu.[4]
- Hoya neoguineensis Engl.: Neuguinea.[4]
- Hoya nervosa Tsiang & P.T.Li: Yunnan und Guangxi.[4]
- Hoya nicholsoniae F.Mueller, Australien (Queensland), Papua-Neuguinea und Salomon-Inseln
- Hoya nova Kloppenb.: Philippinen[64]
- Hoya nummularia Decne. ex Hook.f.: Assam bis Indochina.[4]
- Hoya nummularioides Costantin: Indochina.[4]
- Hoya nuttiana Rodda & Simonsson: Sarawak.[4]
- Hoya nuuuliensis Kloppenb. & Siar: Samoa.[4]
- Hoya nutans Aver. & V. T. Pham: Vietnam[25]
- Hoya nuttiana Kidyoo: Sarawak.[65]
- Hoya nyhuusiae Kloppenb.: Sabah und Brunei.[11][4]
- Hoya nyingchiensis Y.W.Zuo & H.P.Deng: Tibet.[66]
- Hoya obcordata Hook.f.: Östlicher Himalaja.[4]
- Hoya oblanceolata Hook.f.: Assam, Sumatra.[4]
- Hoya oblongacutifolia Costantin (Syn.: Hoya graveolens Kerr): Thailand bis südliches Vietnam.[25][4]
- Hoya obovata Decne.: Indochina, Sulawesi und Molukken.[4]
- Hoya obscura Elmer ex C.M.Burton: Borneo bis Philippinen.[4]
- Hoya obtusifolia Wight: Indochina bis westliches Malesien.[4]
- Hoya occultata S.Rahayu & Rodda: Sulawesi, Indonesien.[67]
- Hoya odetteae Kloppenb.: Mindanao, Philippinen.[4]
- Hoya odorata Schltr.: Philippinen. Mit vier Unterarten.[4]
- Hoya ofuensis Kloppenb.: Samoa.[4]
- Hoya oleoides Schltr.: Neuguinea[11]
- Hoya oligantha Schltr.: Neuguinea[11]
- Hoya olosegaensis Kloppenb.: Samoa.[4]
- Hoya omlorii (Livsh. & Meve) L.Wanntorp & Meve: Malaysia, Sumatra und Sarawak.[68][4]
- Hoya onychoides P.I.Forst., Liddle & I.M.Liddle: Papua-Neuguinea.[4]
- Hoya oreogena Kerr: Thailand.[4]
- Hoya oreostemma Schltr.: Neuguinea.[4]
- Hoya orientalis P.T.Li: Philippinen.[4]
- Hoya ormocensis Kloppenb.: Philippinen.[4]
- Hoya ottolanderi Koord.: Java.[4]
- Hoya ovalifolia Wight & Arn.: Indien und Sri Lanka.[4]
- Hoya oxycoccoides S.Moore: Neuguinea.[4]
- Hoya pachyclada Kerr: Indochina.[4]
- Hoya pachyphylla K.Schum. & Lauterb.: Neuguinea.[4]
- Hoya pachypus S.Moore: Neuguinea.[4]
- Hoya padangensis Schltr.: Sumatra.[4]
- Hoya palawanensis Kloppenb.: Philippinen. Mit zwei Unterarten.[4]
- Hoya palawanica Kloppenb.: Palawan.[4]
- Hoya pallilimba Kleijn & Donkelaar: Sulawesi.[4]
- Hoya panayensis Kloppenb. & Siar: Philippinen.[4]
- Hoya pandurata Tsiang: China bis Indochina.[4] mit zwei Unterarten[69]
- Hoya papaschonii Rodda & Ercole: Der epiphytische Strauch kommt in Thailand vor.[4]
- Hoya papillantha K.Schum.: Bismarck-Archipel.[4]
- Hoya papuana (Schltr.) Schltr.: Papua-Neuguinea[11]
- Hoya parvapollinia Kloppenb. & G.Mend.: Philippinen.[4]
- Hoya parviflora Wight: Bangladesch bis Sumatra.[4]
- Hoya parvifolia Schltr.: Sumatra.[4]
- Hoya patameaensis Kloppenb.: Samoa.[4]
- Hoya patella Schltr.: Neuguinea[11][4]
- Hoya pauciflora Wight: Südwestliches Indien und Sri Lanka.[4]
- Hoya paulshirleyi T.Green & Kloppenb.: Sulawesi.[4]
- Hoya paziae Kloppenb.: Mindanao.[4]
- Hoya pedunculata (Warb.) Schltr.: Nordöstliches Neuguinea.[4]
- Hoya peekelii Markgr.: Bismarck-Archipel.[4]
- Hoya peninsularis Rodda. & Zakaria.: Malaysia[70]
- Hoya pentaphlebia Merr.: Philippinen.[4]
- Hoya perakensis Ridl.: Malaiische Halbinsel.[4]
- Hoya persicina Kloppenb., Siar, Guevarra, Carandang & G.Mend.: Mit zwei Unterarten; kommt auf den Philippinen vor.[4]
- Hoya phuwuaensis Kidyoo: Nördliches Thailand.[4]
- Hoya phyllura O.Schwartz: Borneo.[11]
- Hoya piestolepis Schltr.: Neuguinea.[4]
- Hoya pimenteliana Kloppenb.: Philippinen.[4]
- Hoya placerensis Kloppenb.: Mindanao, Philippinen[71]
- Hoya platycaulis Simonsson & Rodda: Philippinen.[72][4]
- Hoya plicata King & Gamble: Malaiischen Halbinsel.[16][4]
- Hoya polilloensis Kloppenb., Guevarra, Mendoza & Ferreras: Philippinen.[73][4]
- Hoya polyneura Hook. f.: Östlicher Himalaja bis China.[4]
- Hoya pruinosa Miq.: Neuguinea.[4]
- Hoya pseudoleytensis Kloppenb., G.Mend., Guevarra & Carandang: Philippinen.[4]
- Hoya pseudobicolensis Kloppenb.: Philippinen[74]
- Hoya pubens Costantin: Vietnam.[4]
- Hoya puber Blume (Syn.: Hoya picta (Blume) Miq.); Sumatra bis Java, Borneo.[4]
- Hoya pubicalyx Merr.: Luzon, Philippinen.[4]
- Hoya pubicenta Kloppenb., G.Mend. & Ferreras: Philippinen.[4]
- Hoya pubicorolla Kloppenb., G.Mend. & Ferreras: Philippinen. Mit zwei Unterarten.[4]
- Hoya pulchella Schltr.: Neuguinea[11][4]
- Hoya pulchra Aurigue & Cabactulan: Mindanao, Philippinen.[75]
- Hoya purpurea Blume: Neuguinea.[4]
- Hoya purpureofusca Hook.: Westliches Malesien bis Bali.[4]
- Hoya pusilla Rintz: Malaiische Halbinsel.[4]
- Hoya pusilliflora S.Moore: Neuguinea.[4]
- Hoya pycnophylla Rech.: Samoa.[4]
- Hoya pyrifolia E.F.Huang: Yunna, China.[76]
- Hoya querinoensis Kloppenb. & Siar: Philippinen.[4]
- Hoya quinquenervia Warb.: Luzon.[4]
- Hoya quisumbingii Kloppenb.: Philippinen.[4]
- Hoya radicalis Tsiang & P.T.Li: China.[4]
- Hoya ralphdavisiana Kloppenb., G.Mend. & Ferreras: Philippinen.[4]
- Hoya ramosii Kloppenb. & Siar: Philippinen.[4]
- Hoya ranauensis T.Green & Kloppenb.: Sabah.[4]
- Hoya reticulata Moon: Molukken.[4]
- Hoya retrorsa Gavrus, A.L.Lamb, Emoi & Gokusing: Sabah.[4]
- Hoya retusa Dalz.: Westliches Indien und östlicher Himalaja.[4]
- Hoya revolubilis Tsiang & P.T.Li: China und Vietnam.[4]
- Hoya revoluta Wight ex Hook.f.: Malaiische Halbinsel, Sumatra und Singapur[16][4]
- Hoya reyesii M.N.Medina & Kloppenb.: Philippinen.[4]
- Hoya reynosai Kloppenb.: Philippinen[77]
- Hoya rhodostele Ridl.: Nördliches Sumatra.[4]
- Hoya rhodostemma Schltr.: Neuguinea[11]
- Hoya rigida Kerr: Thailand.[4]
- Hoya rigidifolia Rahayu & Rodda: Sumatra, Indonesien[28]
- Hoya rima Kloppenb., G.Mend. & Ferreras: Philippinen.[4]
- Hoya rintzii Rodda, Simonsson Juhonewe & Rahayu, epiphytischer Kletterer, Malaiische Halbinsel, Sumatra und Borneo[30][4]
- Hoya rizaliana Kloppenb.: Luzon.[4]
- Hoya rosarioae Kloppenb. & Siar: Philippinen.[4]
- Hoya rosea K.Schum.: Neuguinea.[4]
- Hoya rostellata Kidyoo: Thailand.[4]
- Hoya rotundiflora Rodda & Simonsson: Myanmar.[78][4]
- Hoya rubida Schltr.: Bismarck-Archipel.[4]
- Hoya rumphii Blume: Java.[4]
- Hoya rundumensis (T.Green) Rodda & Simonsson: Sabah und Sarawak (Malaysia)[16]
- Hoya ruscifolia Decne.: Sie wurde von den Philippinen erstbeschrieben.[4]
- Hoya ruthiae Rodda: Sabah.[4]
- Hoya sabaensis Kloppenb.: Sabah.[4]
- Hoya salmonea Kloppenb., Guevarra, Mendoza & Ferreras: Philippinen. Mit zwei Unterarten.[73][4]
- Hoya sagcalii Kloppenb.: Tawi-Tawi, Philippinen[79]
- Hoya salweenica Tsiang & P.T.Li: Westliches Yunnan.[4]
- Hoya samarensis Kloppenb. & Siar: Philippinen. Mit zwei Unterarten.[4]
- Hoya sammannaniana A.L.Lamb, Gavrus, Emoi & Gokusing: Sabah und Kalimantan.[4]
- Hoya samoa-albiflora Kloppenb.: Samoa.[4]
- Hoya samoensis Seem.: Samoa. Mit zwei Unterarten.[4]
- Hoya santafeensis Kloppenb. & G.Mend.: Philippinen.[4]
- Hoya santiagoi Kloppenb. & Siar: Philippinen. Mit zwei Unterarten.[4]
- Hoya sapaensis T.B.Tran & Rodda, epiphytischer Kletterer aus Vietnam.[18]
- Hoya sarawakensis Kloppenb.: Sarawak, Borneo[80]
- Hoya sarcophylla Ridl.: Sumatra.[4]
- Hoya savaiiensis Kloppenb.: Samoa. Mit zwei Unterarten.[4]
- Hoya schallertiae C.M.Burton: Philippinen.[4]
- Hoya schneei Schltr.: Carolinen.[4]
- Hoya scortechinii King & Gamble: Thailand bis westliches Malesien.[4]
- Hoya seanwhistleriana Kloppenb.: Samoa.[4]
- Hoya serpens Hook. f.: Zentraler und östlicher Himalaja, Andamanen.[4]
- Hoya shepherdii Short ex Hook.: Östlicher Himalaja bis Assam.[4]
- Hoya siamica Craib: China bis Indochina.[4]
- Hoya sichuanensis E.F.Huang: Südwestchina.[49]
- Hoya sigillatis T.Green: Sabah.[4]
- Hoya silvatica Tsiang & P.T.Li: Sie gedeiht in Mischwäldern in Höhenlagen von etwa 2000 Metern im südlichen Tibet und nordwestlichen Yunnan.[13]
- Hoya sipitangensis Kloppenb. & Wiberg: Borneo.[4]
- Hoya smithii Kloppenb.: Fidschi.[4]
- Hoya soidaoensis Kidyoo: Thailand.[81][4]
- Hoya solaniflora Schltr.: Neuguinea.[4]
- Hoya soligamiana Kloppenb., Siar & Cajano: Philippinen.[12][4]
- Hoya solokensis Rahayu & Rodda: Sumatra, Indonesien[28]
- Hoya somadeeae Rodda & Simonsson: Thailand.[82][4]
- Hoya sororia K.Schum.: Bismarck-Archipel.[4]
- Hoya spartioides (Benth.) Kloppenb.: Borneo.[4]
- Hoya specii Kloppenb.: Philippinen[83]
- Hoya stenakei Simonsson & Rodda: Papua-Neuguinea.[4]
- Hoya stenophylla Schltr.: Neuguinea[11]
- Hoya stoneana Kloppenb. & Siar: Philippinen.[4]
- Hoya subcalva Burkill: Neuguinea.[4]
- Hoya subglabra Schltr.: Neuguinea.[4]
- Hoya subquaterna Miq.: Java.[4]
- Hoya subquintuplinervis Miq.: Nördliches Thailand.[4]
- Hoya sulawesiana S.Rahayu. & Rodda.: Sulawesi, Indonesien.[84]
- Hoya sulitii Kloppenb.: Philippinen.[4]
- Hoya sumatrana Rahayu & Rodda: Sumatra, Indonesien[28]
- Hoya surigaoensis Kloppenb., Siar & Nyhuus: Philippinen.[4]
- Hoya surisana Rodda. & S.Rahayu.: Sulawesi, Indonesien.[84]
- Hoya sussuela Merr. (Syn.: Hoya ariadna Decne., Hoya hollrungii Warb.): Malesien bis nördliches Queensland.[4]
- Hoya tamaleaaea Kloppenb.: Samoa.[4]
- Hoya tamdaoensis Rodda & T.B.Tran: China bis Vietnam.[4]
- Hoya tangerina Kloppenb., G.Mend. & Ferreras: Philippinen.[4]
- Hoya tannaensis T.Green & Kloppenb.: Vanuatu.[4]
- Hoya tauensis Kloppenb.: Amerikanisch-Samoa.[4]
- Hoya taylori Kloppenb.: Luzon, Philippinen[85]
- Hoya taytayensis Kloppenb. & Siar: Philippinen.[4]
- Hoya taywanisensis Kloppenb., Mendoza & Ferreras: Luzon, Philippinen.[86]
- Hoya telosmoides Omlor: Sabah und Sarawak.[87]
- Hoya tengchongensis J.F.Zhang, N.H.Xia & Y.F.Kuang: Yunnan, China.[88]
- Hoya tenggerensis Bakh.f.: Östliches Java.[4]
- Hoya teretifolia Griff. ex Hook. f.: Arunachal Pradesh bis Assam.[4]
- Hoya tetrantha J.F.Zhang, Y.H.Tong & N.H.Xia: Yunnan, China[89]
- Hoya thailandica Thaithong: Nördliches Thailand.[4]
- Hoya thomsonii Hook. f.: Tibet bis Assam.[4]
- Hoya thuathienhuensis Rodda, Bách Trân, Simonsson Juhonewe & Ngoc Sâm: Vietnam.[90]
- Hoya tiatuilaensis Kloppenb.: Amerikanisch-Samoa.[4]
- Hoya tjadasmalangensis Bakh. f.: Westliches Java.[4]
- Hoya tjampeaensis Hochr.: Java.[4]
- Hoya tomataensis T.Green & Kloppenb.: Sulawesi.[4]
- Hoya torricelliensis Schltr.: Neuguinea[11]
- Hoya trigonolobos Schltr.: Bismarck-Archipel.[4]
- Hoya trukensis Hosok.: Carolinen.[4]
- Hoya tsangii C.M.Burton: Südliches Luzon.[4]
- Hoya tsiangiana P.T.Li: Sulawesi.[4]
- Hoya uafatoensis Kloppenb.: Samoa.[4]
- Hoya uncinata Teijsm. & Binn.: Westliches Java.[4]
- Hoya undulata S.Rahayu & Rodda: Kalimantan.[4]
- Hoya unica Kloppenb., G.Mend. & Ferreras: Philippinen.[4]
- Hoya uniflora Aver. & V. T. Pham: Laos[25]
- Hoya unruhiana Kloppenb., Siar, G.Mend., Cajano & Carandang: Philippinen.[4]
- Hoya uplandgrantensis Kloppenb.: Philippinen.[4]
- Hoya upoluensis Reinecke: Samoa.[4]
- Hoya urniflora (P.I.Forst.) Simonsson & Rodda: Papua-Neuguinea.[4] (wurde von Michele Rodda et al. 2020 in eine neue Gattung Papuahoya transferiert[91])
- Hoya vacciniiflora O.Schwartz: Borneo[11][4]
- Hoya vaccinioides Hook. f.: Arunachal Pradesh bis Vietnam.[25]
- Hoya vangviengiensis Rodda & Simonsson Juhonewe, epiphytischer Kletterer, der von China bis Laos vorkommt.[92][4]
- Hoya vanuatensis T.Green: Vanuatu.[4]
- Hoya variifolia Ridl.: Sumatra.[4]
- Hoya velasioi Kloppenb.: Mit zwei Unterarten. Philippinen.[4]
- Hoya venusta Schltr.: Neuguinea[11][4]
- Hoya versteegii Simonsson & Rodda: Westliches Neuguinea.[4]
- Hoya verticillata (Vahl) G.Don (Syn.: Hoya acuta Haw., Hoya bawanglingensis S.Y.He & P.T.Li, Hoya citrina Ridl., Hoya cochinchinensis (Lour.) Schult., Hoya hellwigiana Warb., Hoya parasitica Wall. ex Wight, Hoya pottsii Lindl., Hoya ridleyi King & Gamble, Hoya wibergiae Kloppenb.): Sie kommt mit drei Varietäten vom tropischen und subtropischen Asien bis Samoa vor.[4]
- Hoya vicencioana Kloppenb., Siar, Cajano, Guevarra & Carandang: Philippinen. Mit zwei Unterarten.[4]
- Hoya vitellina Blume (Syn.: Hoya fuscomarginata N.E.Brown): Westliches Java und Sarawak.[4]
- Hoya vitellinoides Bakh. f.: Sumatra bis Java.[4]
- Hoya vitiensis Turrill: Fidschi.[4]
- Hoya wallichii (Wight) C.M.Burton: Malaysia und Brunei.[11][4]
  - Hoya wallichii subsp. wallichii[20]
  - Hoya wallichii subsp. tenebrosa S.Rahayu & Rodda, Kalimantan, Borneo, Indonesien[20]
- Hoya walliniana Kloppenb. & Nyhuus: Sabah und Sarawak.[4]
- Hoya wariana Schltr.: Neuguinea.[4]
- Hoya wayetii Kloppenb.: Nördliches Luzon.[4]
- Hoya waymaniae Kloppenb.: Borneo.[4]
- Hoya weebella Kloppenb.: Thailand.[4]
- Hoya whistleri Kloppenb.: Samoa. Mit zwei Unterarten.[4]
- Hoya wightii Hook. f.: Westliches und südliches Indien. Mit zwei Unterarten.[4]
- Hoya williamsiana Kloppenb., Siar, G.Mend., Cajano, Guevarra & Carandang: Philippinen.[4]
- Hoya wongii Rodda, Simonsson & L.Wanntorp: Brunei.[4]
- Hoya wrayi King & Gamble: Thailand bis westliches Malesien.[4]
- Hoya yingjiangensis J.Feng Zhang, L.Bai, N.H.Xia & Z.Q.Peng: Yunnan.[4]
- Hoya yuennanensis Hand.-Mazz., lithophytische Art; sie kommt im nordwestlichen Yunnan vor.[51]
- Hoya yvesrocheri Simonsson & Rodda: Papua-Neuguinea.[4]

Nicht mehr zu dieser Gattung wird gerechnet:

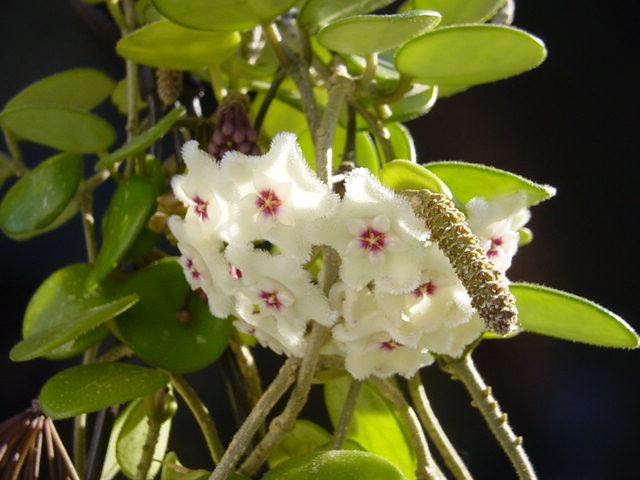
Die Hybride Hoya cv. ‘Mathilde’ = Hoya serpens × Hoya carnosa

- Hoya manipurensis Deb => Micholitzia obcordata N.E.Br.

## Nutzung
Einige Hoya-Sorten werden als Zimmerpflanzen kultiviert. Hoya carnosa ist wohl die bekannteste Zimmerpflanze dieser Gattung. Viele Arten haben hängende bis windende Sprossachsen. Eine aufrecht wachsende Art ist zum Beispiel Hoya multiflora. Von einigen Arten wurden Sorten mit weiß-bunten (panaschierten) Blättern selektiert. Beispiele: Hoya carnosa cv. ‘Tricolor’ und Hoya bella cv. ‘Tricolor’ und Hoya macrophylla cv. ‘Variegata’.
Die Hoya-Arten und -Sorten werden mit Stecklingen oder selten mit Samen vermehrt.